# Andromeda (Mythologie)

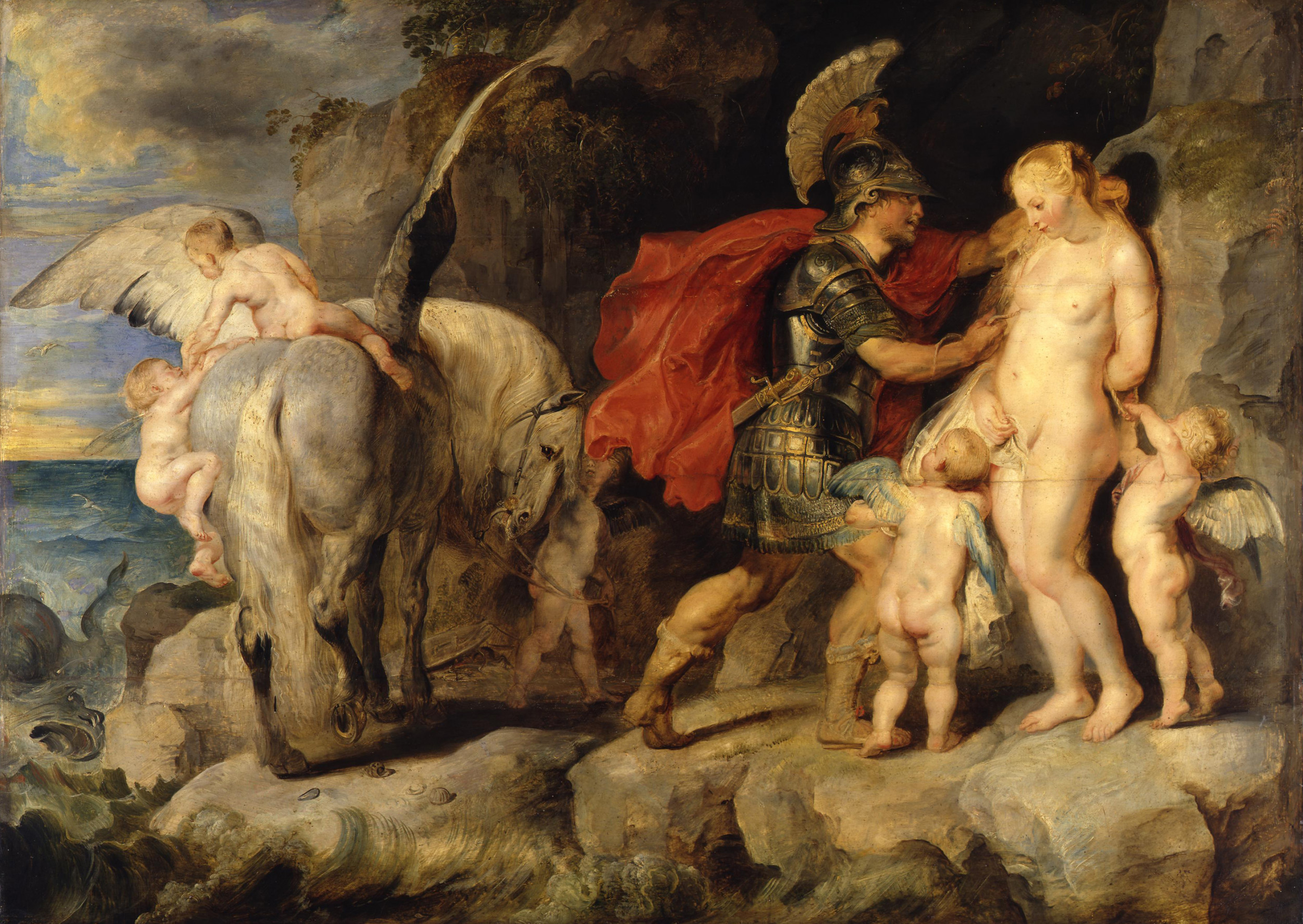
Peter Paul Rubens: Perseus befreit Andromeda, ca. 1621.

Andromeda (altgriechisch Ἀνδρομέδα Androméda, deutsch ‚im Gedenken eines Mannes‘) ist in der griechischen Mythologie die Gattin des Perseus und die Tochter des äthiopischen Königs Kepheus und der Kassiopeia. Um die Hybris ihrer Mutter zu sühnen, soll Andromeda als Menschenopfer einem Seeungeheuer des Poseidon dargebracht werden und wird an einen Felsen gekettet, jedoch von Perseus gerettet und zur Frau genommen.
Die Erzählung von Andromedas Rettung gehört zu den bekanntesten Sagen der griechischen Mythologie. Zu den ältesten antiken Werken über Andromeda zählt die nur in Fragmenten erhaltene Tragödie Andromeda des Euripides aus dem 5. Jahrhundert v. Chr.; das auf die Andromeda-Rezeption am stärksten nachwirkende Werk sind die Metamorphosen des römischen Dichters Ovid (1. Jahrhundert n. Chr.).
Aufgrund ihrer Popularität wurde die Geschichte um Perseus und Andromeda seit der Antike und bis heute umfangreich in der Kunst rezipiert, sowohl in der Literatur und bildenden Kunst als auch später in der Musik und dem Film. Dabei hat sich in vielerlei Hinsicht die Darstellung von Andromeda, Perseus und dem Seeungeheuer verändert.
Heute wird die Sage insbesondere aufgrund der patriarchalen Darstellung Andromedas kontrovers diskutiert. Moderne Auseinandersetzungen thematisieren auch die Frage nach Andromedas Hautfarbe, deren Interpretation sich im Laufe der Zeiten verschob.

## Der antike Mythos

Griechische Vorstellung der Welt, nach Herodot

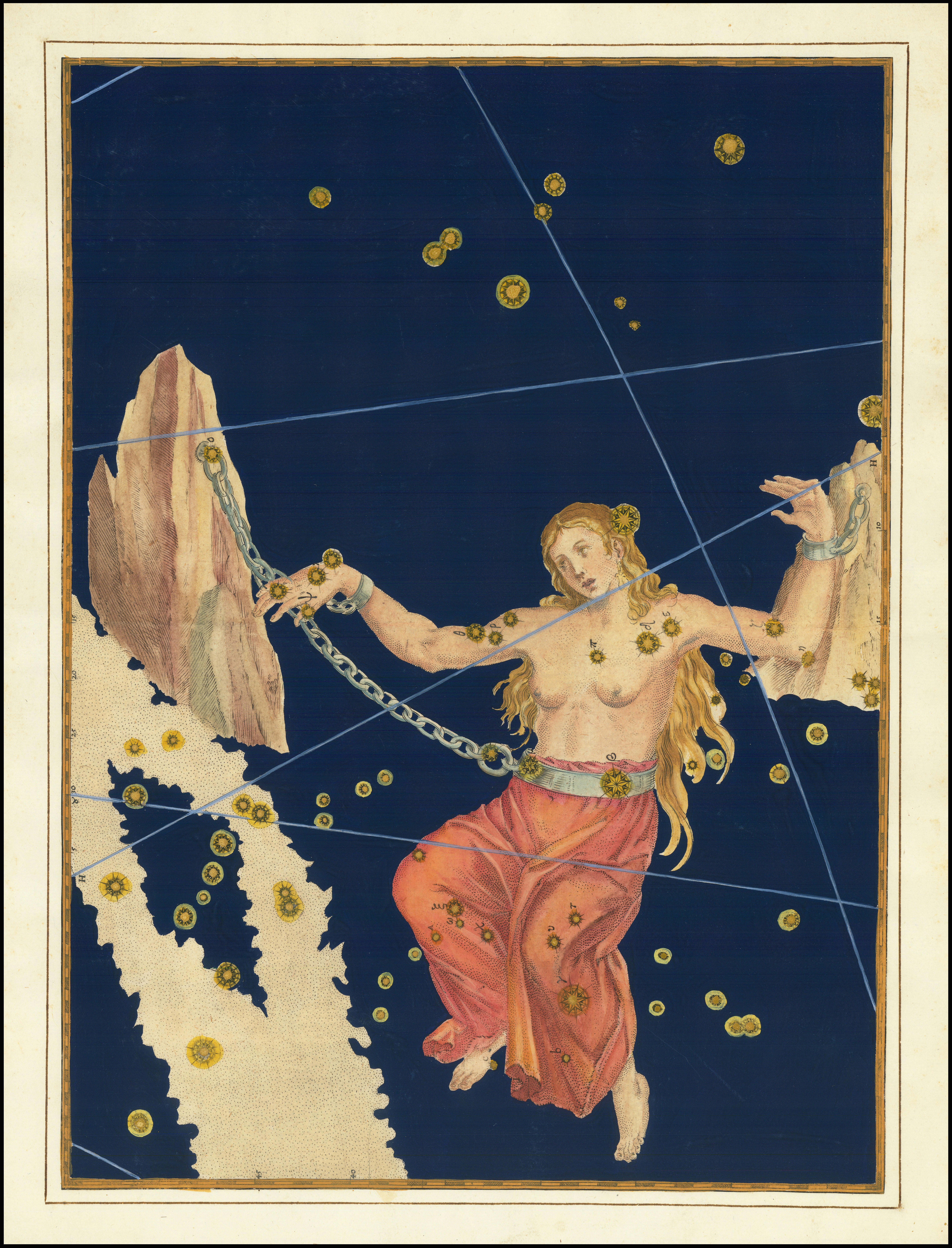
Sternbild der Andromeda, Johann Bayer, um 1624

Neben den Fragmenten der im Jahr 410 v. Chr. uraufgeführten Andromeda-Tragödie des Euripides stellen Quellen aus der römischen Zeit des 1. und 2. Jahrhunderts n. Chr. die wichtigsten literarischen Zeugnisse für die Andromeda-Sage dar.
Demnach muss die Königstochter Andromeda für die Hybris ihrer Mutter Kassiopeia büßen, die – je nach Überlieferungsvariante – sich oder ihre Tochter Andromeda für schöner als die Nereiden gehalten hat, die Nymphen des Meeres und Begleiterinnen des Meeresgotts Poseidon. Der erzürnte Poseidon sendet daraufhin das Seeungeheuer Ketos sowie eine Flut. Um das Land von dieser Plage zu befreien, wird Andromeda auf Weisung eines Orakels, das allgemein mit jenem des Ammoneion identifiziert wird, bzw. auf Poseidons Forderung, an einen Felsen am Meer gekettet, um dem Ungeheuer geopfert zu werden.
Dort wird sie von Perseus entdeckt, der nicht ganz uneigennützig seine Hilfe anbietet. Nach Ovid, Manilius und der Bibliotheke des Apollodor eilt Perseus zu Andromedas Eltern und macht zur Bedingung für die Rettung ihrer Tochter, dass er sie als Braut mit sich nehmen darf, was die Eltern billigen. Nach Euripides fragt Perseus Andromeda, welchen Dank er zu erwarten hat, wenn er sie befreit, woraufhin Andromeda antwortet:

„Nimm mich mit, Fremder, als Dienerin, wenn du willst, oder Gattin oder Sklavin.“

Perseus tötet daraufhin das Ketos mit dem Schwert, befreit Andromeda und nimmt sie zur Frau. Dadurch zieht Perseus den Zorn von Andromedas Onkel und Verlobtem Phineus auf sich, der mit Waffengewalt sein Recht einfordert bzw. Perseus in einem Hinterhalt ermorden will. Perseus tötet Phineus und dessen Männer daraufhin, indem er ihnen das abgeschlagene Haupt der Medusa entgegenhält und sie so zu Stein erstarren lässt. Daraufhin fliegt er mithilfe seiner Flügelschuhe mit Andromeda nach Seriphos, einer kleinen Kykladeninsel in der südlichen Ägäis.
Andromeda gebärt zahlreiche Kinder, so den Perses, der – noch in Äthiopien geboren – bei seinem Großvater aufwächst und zum Stammvater der Perserkönige wird. Zudem gebärt sie dem Perseus die Söhne Alkaios, Sthenelos, Elektryon, Heleios und Mestor sowie die Tochter Gorgophone. Sie ist die Großmutter der Alkmene, des Eurystheus und des Amphitryon und somit eine Vorfahrin des Teleboerkönigs Pterelaos sowie des Herakles.
Später wird Andromeda in angeketteter Position als Sternbild an den Himmel versetzt, genauso wie ihre Eltern Kepheus und Kassiopeia, Perseus und das Ketos. Das Sternbild ihrer Mutter Kassiopeia steht wegen deren Hochmut kopfüber am Firmament.
Nach Ansicht von Herodot und Euripides teilen sich Perseus und Andromeda über die Figur des Belos gemeinsame Vorfahren, was jedoch zu einer der bekannten Zeitachsenkollisionen der griechischen Mythologie führen würde und Andromeda vier Generationen älter als Perseus werden ließe.

## Die Andromeda-Sage in der Antike

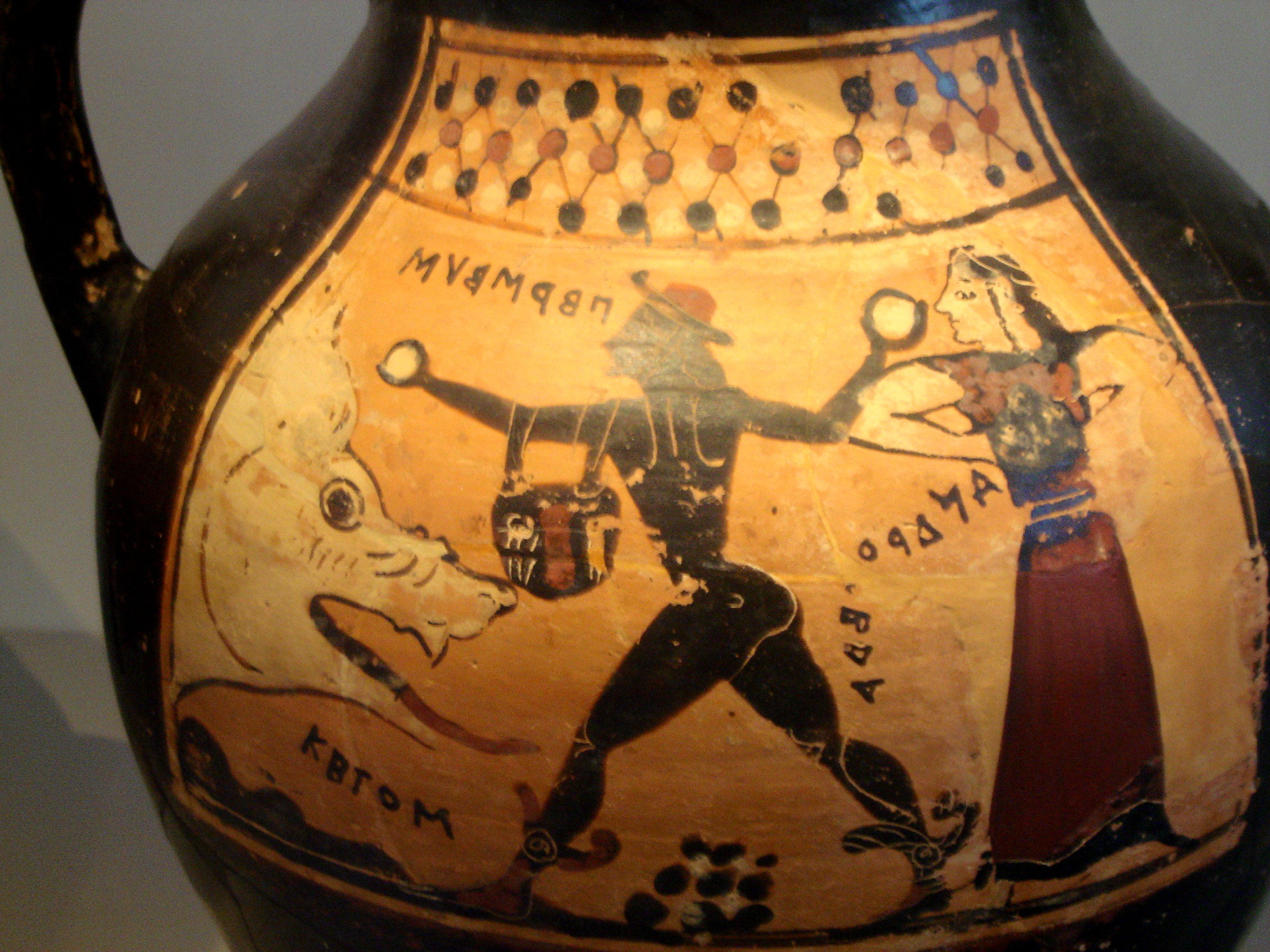
Korinthische Vase aus dem 6. Jahrhundert v. Chr. Andromeda reicht Steine gegen den Ketos.

### Anfänge des Mythos (6. Jahrhundert v. Chr.)
Die Geschichte um Andromeda ist nachträglich als Ergänzung in den schon älteren Perseus-Mythos eingeflossen. Während die Tötung Medusas durch Perseus schon bei Homer und Hesiod Erwähnung findet und in der Bildkunst ab dem 7. Jahrhundert v. Chr. belegt ist, taucht Andromeda in literarischen und ikonografischen Zeugnissen des antiken Griechenlands nicht vor dem 6. Jahrhundert v. Chr. auf. Ein Teil der Sage scheint aus einem syrischen Mythos um einen Gott der am Mittelmeer siedelnden Philister in Gestalt eines Fisches hervorgegangen zu sein.
Das erste sichere Zeugnis von Andromeda ist eine korinthische Vase aus der Mitte des 6. Jahrhunderts, die die Auseinandersetzung zwischen ihr, Perseus und dem Ketos zeigt – alle drei sind durch äußere Kennzeichnen und namentliche Erwähnung identifizierbar. Allerdings ist Andromeda nicht angekettet und passiv, sondern ungefesselt und aktiv daran beteiligt, das Ketos zu töten, indem sie einen Haufen Steine hält, die sich der Flügelschuhe tragende Perseus greift, um sie auf das Ketos zu werfen.
Deutlich jünger ist die erste literarische Erwähnung Andromedas in den Fragmenten der Genealogie des Pherekydes von Athen in dessen Perseus-Erzählung. Hier schildert Pherekydes den bekannten Ablauf der Sage, doch sind genau jene Teile verloren, die das Zusammentreffen mit Andromeda und den Kampf mit dem Ketos behandelt haben müssen. Es folgt die Rückkehr auf die Insel Seriphos, wo Perseus seine Mutter Danaë aus den Händen des Polydektes befreit, indem er diesen mit dem Haupt der Medusa versteinert. Danach begibt sich Perseus zusammen mit seiner Mutter und der nun genannten Andromeda nach Argos.
Da alle nachfolgenden bildlichen Darstellungen und frühen literarischen Erwähnungen Andromedas erst aus der Zeit der Tragiker mehr als ein Jahrhundert später stammen, kann mangels Quellen nur spekuliert werden, ob die frühgriechische Erzählung von Andromedas Opferung denselben Ablauf hatte, wie sie spätere Autoren schilderten. Aufgrund der Darstellung auf der korinthischen Vase sind jedoch Zweifel daran angebracht.

### Adaption durch das Theater in der Griechischen Klassik (5.–4. Jahrhundert v. Chr.)

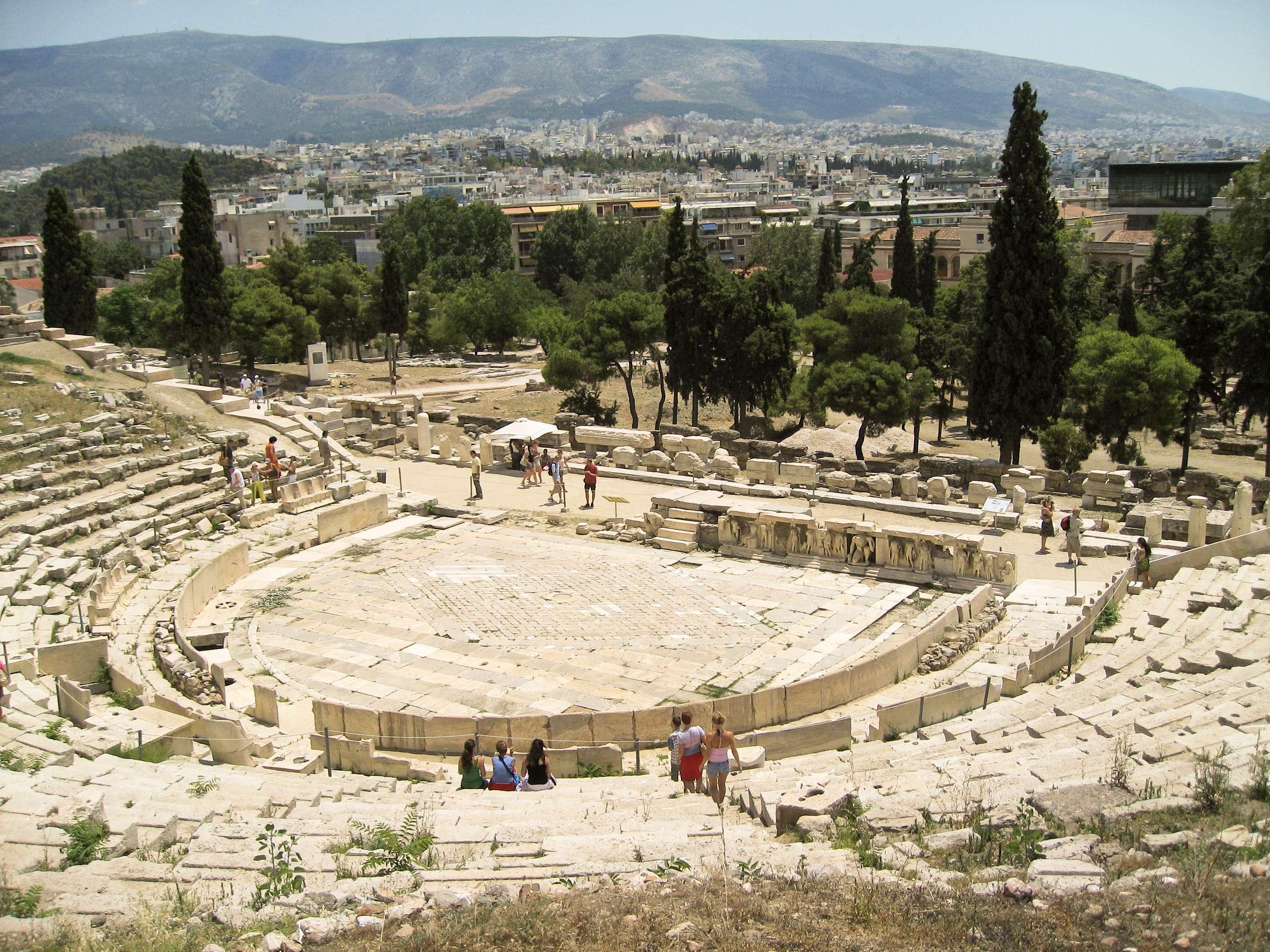
Ruinen des Dionysus-Theaters in Athen, wo die Athener Andromeda-Dramen aufgeführt wurden

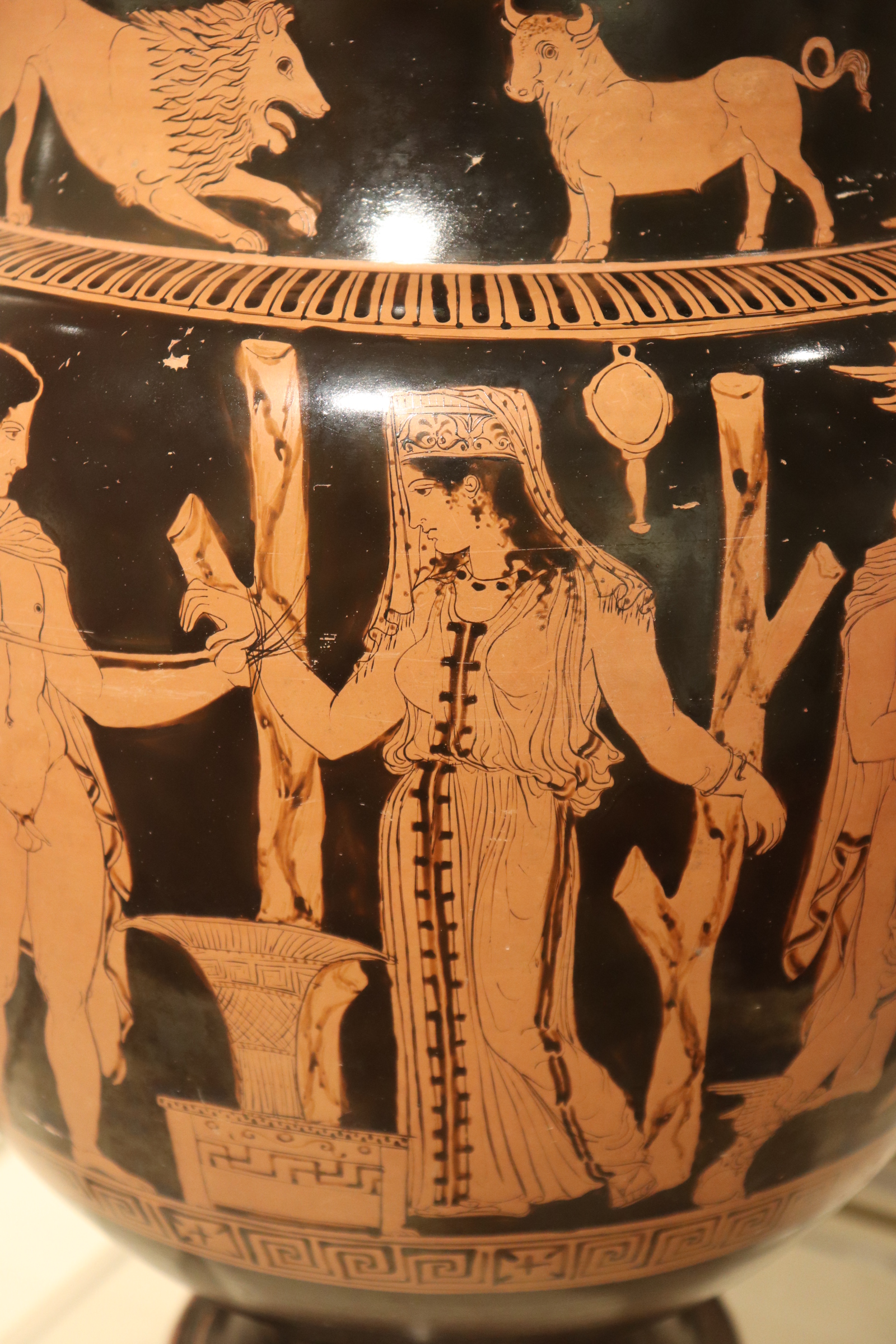
Rotfigurige Vasenmalerei, Apulien, 430–420 v. Chr.

Die nächsten Zeugnisse über Andromeda stammen aus der zweiten Hälfte des 5. Jahrhunderts v. Chr., aus der Zeit der attischen Tragiker. Zu dieser Zeit war die Geschichte von Perseus und Andromeda derart bekannt und populär, dass sie während der Perserkriege sogar politische Bedeutung erhielt. Herodot berichtet, dass die Griechen die Perser als Nachfahren des Perses betrachteten, des Sohnes des Perseus und der Andromeda. Der Bote des Perserkönigs Xerxes führte gegenüber den Einwohnern von Argos genau diese vermeintliche Verwandtschaft der Leute von Argos und der Perser als Argument an, warum Argos gegen die Perser nicht zu den Waffen greifen solle.
In der Zeit der Griechischen Klassik war die Andromeda-Sage ein beliebtes Motiv des griechischen Theaters geworden, doch sind die Bühnenstücke, darunter auch eine Andromeda-Tragödie des Sophokles, verloren gegangen. Lediglich einige erhaltene Fragmente der Andromeda-Tragödie des Euripides geben einen gewissen Einblick in den Inhalt des im Jahr 412 v. Chr. uraufgeführten Stücks, das zu Euripides’ beliebtesten Werken gehörte und starke Wirkung auf das Theater und die Kunst entfaltete. So bezogen sich die Tragiker und Komödienschreiber auch aufeinander. Aristophanes etwa erwähnte Andromeda in seiner Komödie Die Frösche und parodierte Euripides’ Andromeda-Tragödie in seinen Thesmophoriazusen.
In dieser Zeit veränderte sich das Bild der Andromeda, die anders als in der frühgriechischen Epoche nun nicht mehr frei und am Kampf gegen das Ketos beteiligt ist, sondern sowohl in der Literatur als auch in der Bildkunst an eine Felswand oder an Baumstämme angekettet dargestellt wird. Die Freiheit, die Andromeda noch in der Darstellung des 6. Jahrhunderts hatte, wich nun einer mit Fesseln fixierten Hilflosigkeit. Eines der bedeutendsten Bildzeugnisse dieser Epoche ist eine apulische Vase aus den Jahren 430–420 v. Chr. v. Chr., die zeigt, wie Perseus die gefesselte und bekleidete Andromeda befreit, um anschließend mit ihrem Vater zu sprechen – wohl um seinen Anspruch auf Andromeda zu bekräftigen. Die Tragödie des Euripides deutet hingegen an, dass Andromeda entblößt ist: „Halt, was für einen Fels sehe ich hier vom Meer umschäumt und das Bild eines Mädchens aus natürlichem Steinwerk, Zierstück einer Meisterhand?“

### Hellenistische und römisch-republikanische Epoche (3. Jahrhundert v. Chr. – 27 v. Chr.)

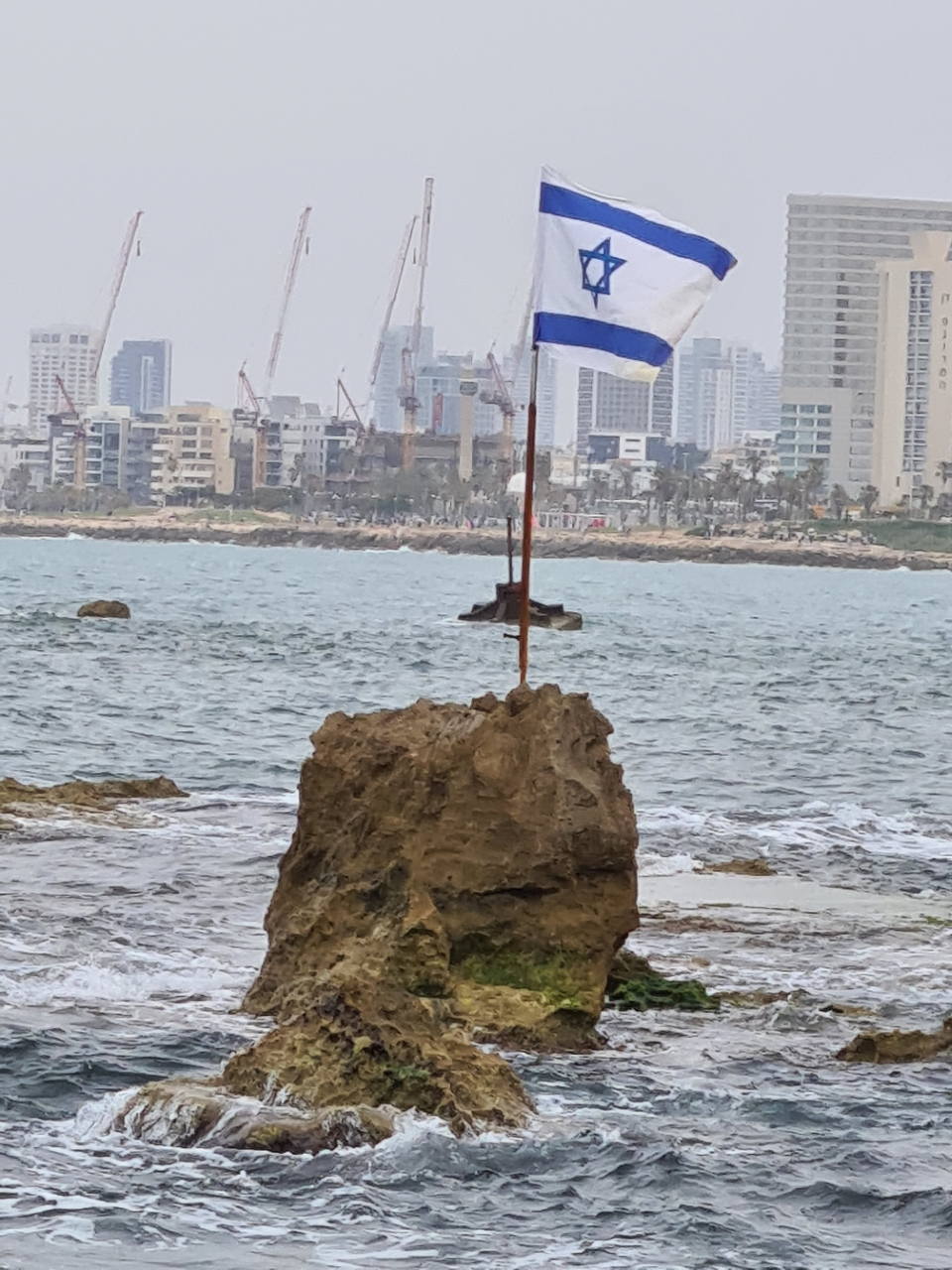
Andromedafelsen bei Jaffa.

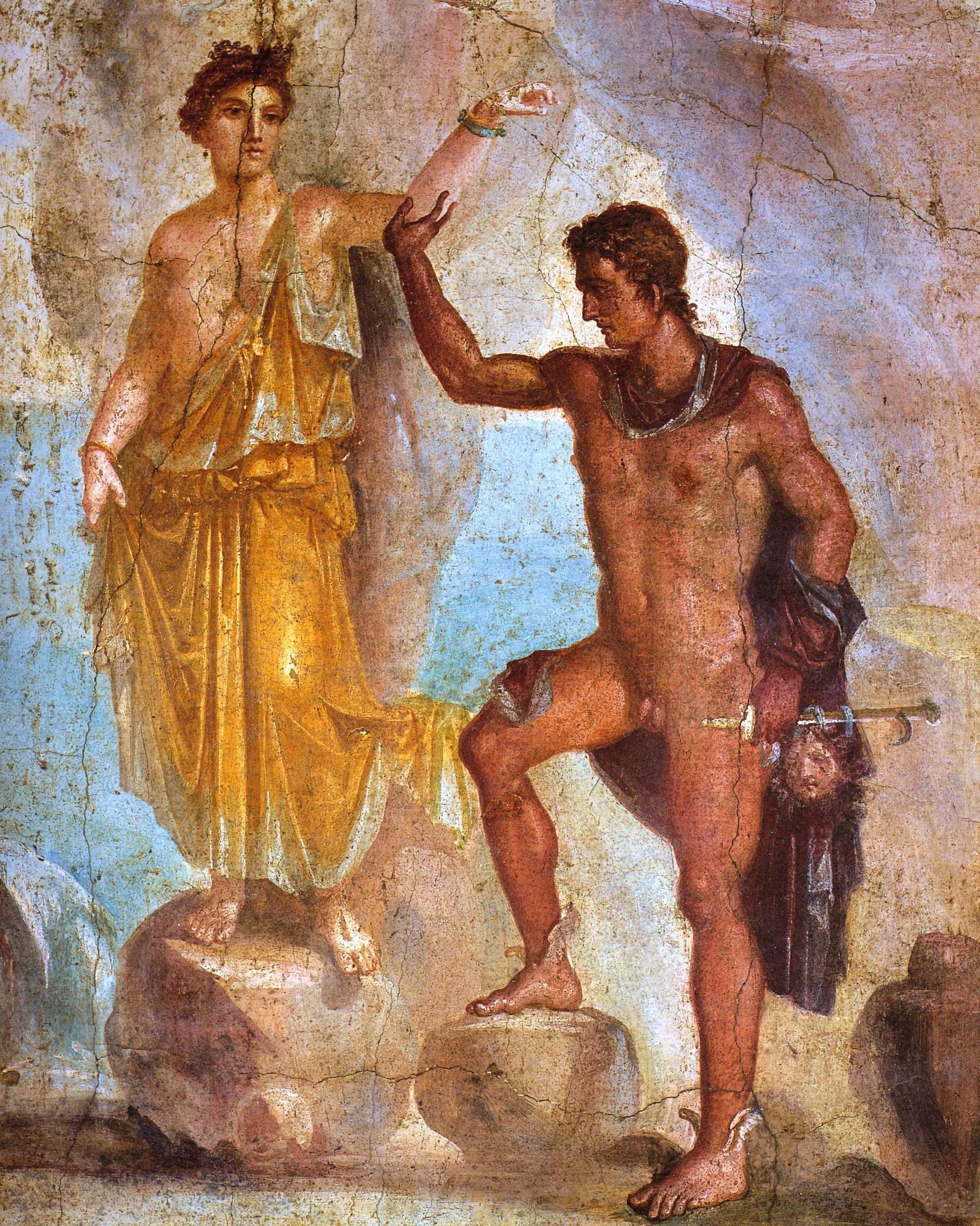
Römische Wandmalerei in Pompeji, 1. Jahrhundert n. Chr.

In der hellenistischen und römisch-republikanischen Epoche erfolgten einige wesentliche Transformationen bzw. das Erscheinen neuer Elemente, deren Auswirkungen sich spätestens in der frühen römischen Kaiserzeit in den Metamorphosen des Ovid zeigen. Zu dieser Zeit war die Sage nach wie vor vor allem im Theater beliebt, wovon die Fragmente der Andromeda-Tragödien des Livius Andronicus, Ennius und Accius zeugen.
Eine der bedeutsamsten Entwicklungen, die auch ohne Ovids Werk belegbar ist, ist ab dem 4. Jahrhundert v. Chr. die Etablierung eines neuen Schauplatzes der Opferung der Andromeda. Pseudo-Skylax ist der Erste, der als Opferungsort die Stadt Joppe, das heutige israelische Jaffa, nennt. Anstoß dafür, den Handlungsort von Äthiopien nach Joppe zu verlegen, war womöglich die ebenfalls dort lokalisierte biblische Sage von Jona und dem Walfisch. Sicher ist, dass Joppe eine Reihe von Kultstätten aufwies, die sich mit dem Andromeda-Mythos verknüpfen ließen. Plinius der Ältere und Flavius Josephus berichten von einem Felsen, an dem sich angeblich noch die Spuren der Fesselung Andromedas finden ließen. Noch heute wird ein vor der Küste Jaffas aus dem Meer herausschauender Felsen als „Andromeda-Felsen“ bezeichnet. Darüber hinaus präsentierten die Einwohner von Joppe die Knochen eines großen Meerestieres, das sie für das von Perseus getötete Ungeheuer Ketos hielten. Sie verehrten außerdem eine Fischgöttin namens Ceto, die mit dem Ketos gleichgesetzt wurde. Pausanias berichtet von einer Quelle, aus der rotgefärbtes Wasser sprudelte, was von den Einwohnern so gedeutet wurde, dass Perseus sich nach dem Tod des Ketos dort das Blut abgewaschen habe. In der römischen Kaiserzeit hatte sich im öffentlichen Bewusstsein die Rivalität der beiden Schauplätze bereits fest etabliert, wobei Joppe dominiert zu haben scheint. Während Ovid, die Bibliotheke des Apollodor und Hyginus den Schauplatz in Äthiopien verorten, lokalisieren Plinius, Flavius Josephus und Pausanias ihn in Joppe, wobei Plinius beide Erzählungen verknüpft, indem er den König von Joppe kurzerhand zu einem Äthiopier macht. Strabon lehnte Joppe als Schauplatz der Andromeda-Opferung ab.

### Römische Kaiserzeit (27 v. Chr. – 476 n. Chr.)

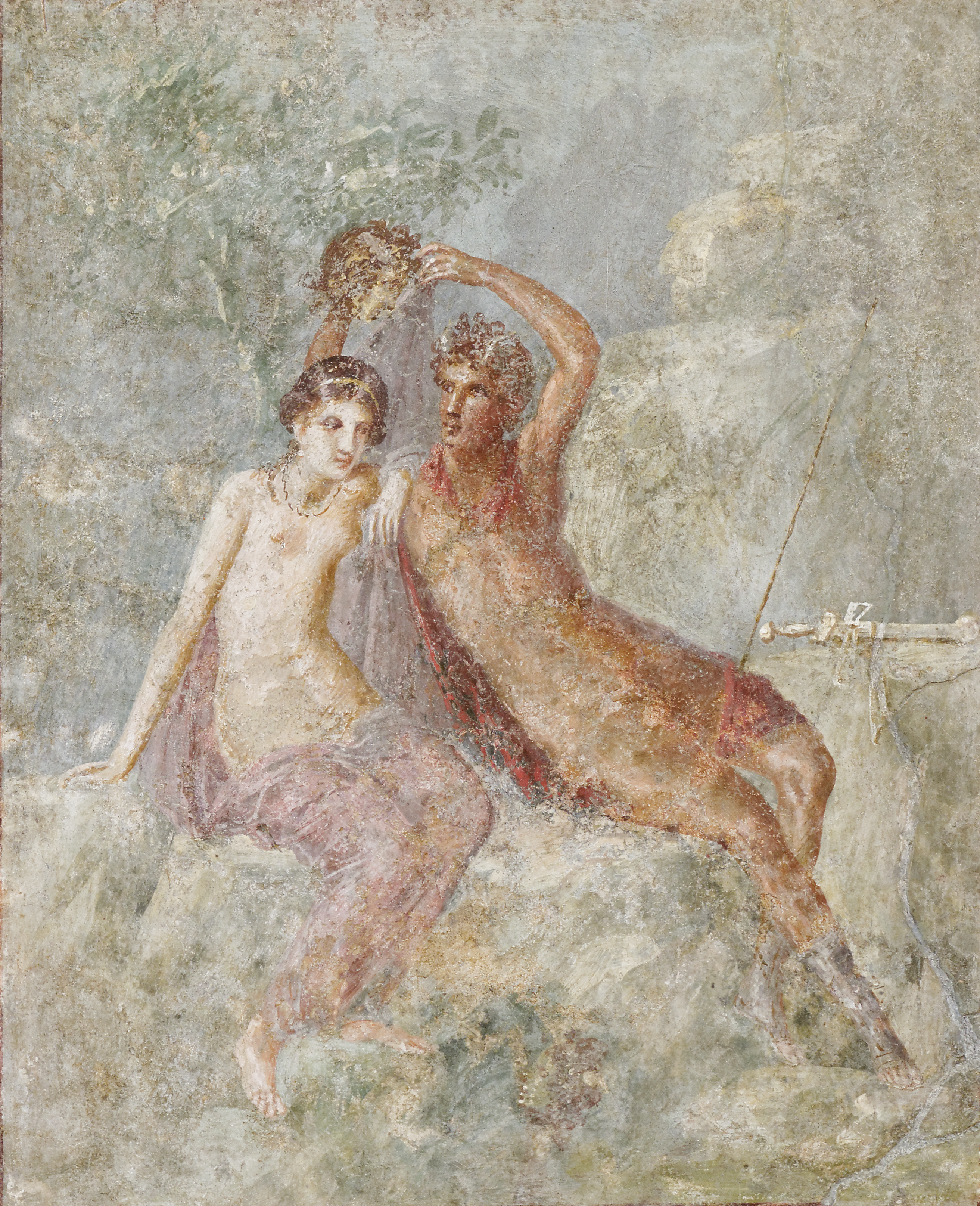
Perseus und Andromeda, Fresko, Pompeji, 1. Jahrhundert n. Chr.

Zum Ende der Herrschaft des ersten römischen Kaisers Augustus entstehen mit den Metamorphosen des Ovid und der Astronomica des Manilius zwei der umfangreichsten erhaltenen antiken Werke über die Andromeda-Sage, in denen sich auch jene Veränderungen der Sage zeigen, die bereits in der hellenistisch-römischen-republikanischen Epoche Verbreitung gefunden haben müssen. Zwar verändert sich die Andromeda-Geschichte nicht im wesentlichen Verlauf, doch erfolgen in der Kaiserzeit einige inhaltliche Veränderungen an den Details, wenngleich sie nicht von allen Autoren geteilt werden.
Das Seeungeheuer - Der auf der korinthischen Vase aus dem 6. Jahrhundert v. Chr. von Perseus mit Steinen beworfene Ketos wandelt sich zu einem muschelbewachsenen Seeungeheuer (belua; fera) mit Schwanzflosse, das von Perseus mit einem Sichelschwert erschlagen wird. Manilius schreibt von einem Wal (cetus), der von Perseus mit dem Schwert durchbohrt wird. Auch Hyginus, Lukian und Pseudo-Apollodor schreiben vom wohl walfischartigen Ketos.
Die körperliche Darstellung Andromedas - In der Darstellung aus dem 6. Jahrhundert v. Chr. noch ungefesselt und bekleidet, verliert Andromeda im 5. Jahrhundert v. Chr. durch die Ankettung ihre Bewegungsfreiheit, aber noch nicht den Schutz der Bekleidung. Dies änderte sich bereits in der etruskischen und römischen-republikanischen Zeit grundlegend, in der ikonografische Darstellungen einer halb oder vollständig entblößten Andromeda immer stärkere Verbreitung finden. Auch in der Literatur lässt sich diese Entwicklung nachverfolgen. So schreibt Ovid, dass Andromeda, die von Perseus zunächst für eine Marmorstatue gehalten wurde, bis er ihr wehendes Haar erkannte, (vor Scham) ihr sittsames Antlitz bedecken will, woran sie durch die Ketten gehindert wird. Ob sich Ovid eine von Kleidung entblößte Andromeda vorstellte, geht aus seiner Beschreibung nicht hervor. Bei Manilius (frühes 1. Jahrhundert) ist Andromeda bekleidet und geschmückt, wobei metaphorisch der Vergleich mit einer Braut hergestellt wird: 
„so gab man dem Meere preis die Andromeda, dass das Scheusal den Mädchenleib fresse. Das war das Brautbett, und sie, die den staatlichen Schaden durch eignen auffing, wird weinend geschmückt als Opfer, die Buße zu zahlen, legt sie das nimmer für derlei Gelübde bereitete Kleid an und noch lebendig schleppt man die Jungfrau zur eigenen Bestattung.“
 Auch Achilleus Tatios (2. Jahrhundert n. Chr.) beschreibt Andromeda als bekleidet und wie eine Braut zurecht gemacht: „Gefesselt erwartete sie den Tod und stand da, wie eine Braut gekleidet, wie zur Hochzeit mit Hades geschmückt, mit einem langen Gewand, welches weiß und von so zartem Gewebe war, dass es dem Gewebe der Spinnen glich.“ Erst Lukian von Samosata (2. Jahrhundert n. Chr.) beschreibt Andromeda als bis unter den Gürtel nackt und schamvoll dreinblickend.
Die Hautfarbe - Eine für spätere Generationen noch bedeutende Beschreibung Andromedas ist Ovids Schilderung des für die Römer fremdartigen Aussehens der dunkelhäutigen Andromeda in seinen Heroiden und in Ars amatoria. Allerdings steht Ovid mit dieser Deutung alleine dar; lediglich der ebenfalls im 1. Jahrhundert n. Chr. lebende Philodemos schreibt, dass Andromeda von dunkler Hautfarbe war, spricht allerdings von einer „indischen“ Andromeda. Ovids Zeitgenosse Manilius bezeichnet Andromeda hingegen als „weißkehlig“ (nivea cervice), und der Sophist Philostratos (2./3. Jahrhundert n. Chr.) bemerkt, Andromeda sei reizvoll, weil sie hellhäutig sei, obwohl sie aus Äthiopien komme. Die allermeisten antiken literarischen Quellen schweigen jedoch schlicht zu der Frage der Hautfarbe, während bildliche Darstellungen ein eindeutiges Bild zeigen: keine einzige bekannte bildliche Darstellung – weder aus der griechischen noch aus der römischen Zeit – zeigt Andromeda mit dunkler Hautfarbe.
Der Kopf der Medusa als Waffe - In der römischen Kaiserzeit kommt auch erstmals die Erzählung vom Einsatz des Kopfes der Medusa gegen das Ketos auf, worüber Achilleus Tatios und Lukian von Samosata im 2. Jahrhundert n. Chr. berichten. Lukian schreibt in seiner Lobrede auf den schönen Saal (de domo):

„Perseus hält ihm mit der linken Hand das Haupt der Meduse vor, während er ihm mit dem Schwert in seiner Rechten einen gewaltigen Streich versetzt; schon ist das Ungeheuer auf der Seite, die es gegen die Gorgone gekehrt hat, zu Stein geworden; der andere Teil aber zeigt das Leben, das noch in ihm ist, durch das Blut, das aus der Wunde hervorströmt, die es von dem krummen Schwert des Helden empfängt.“

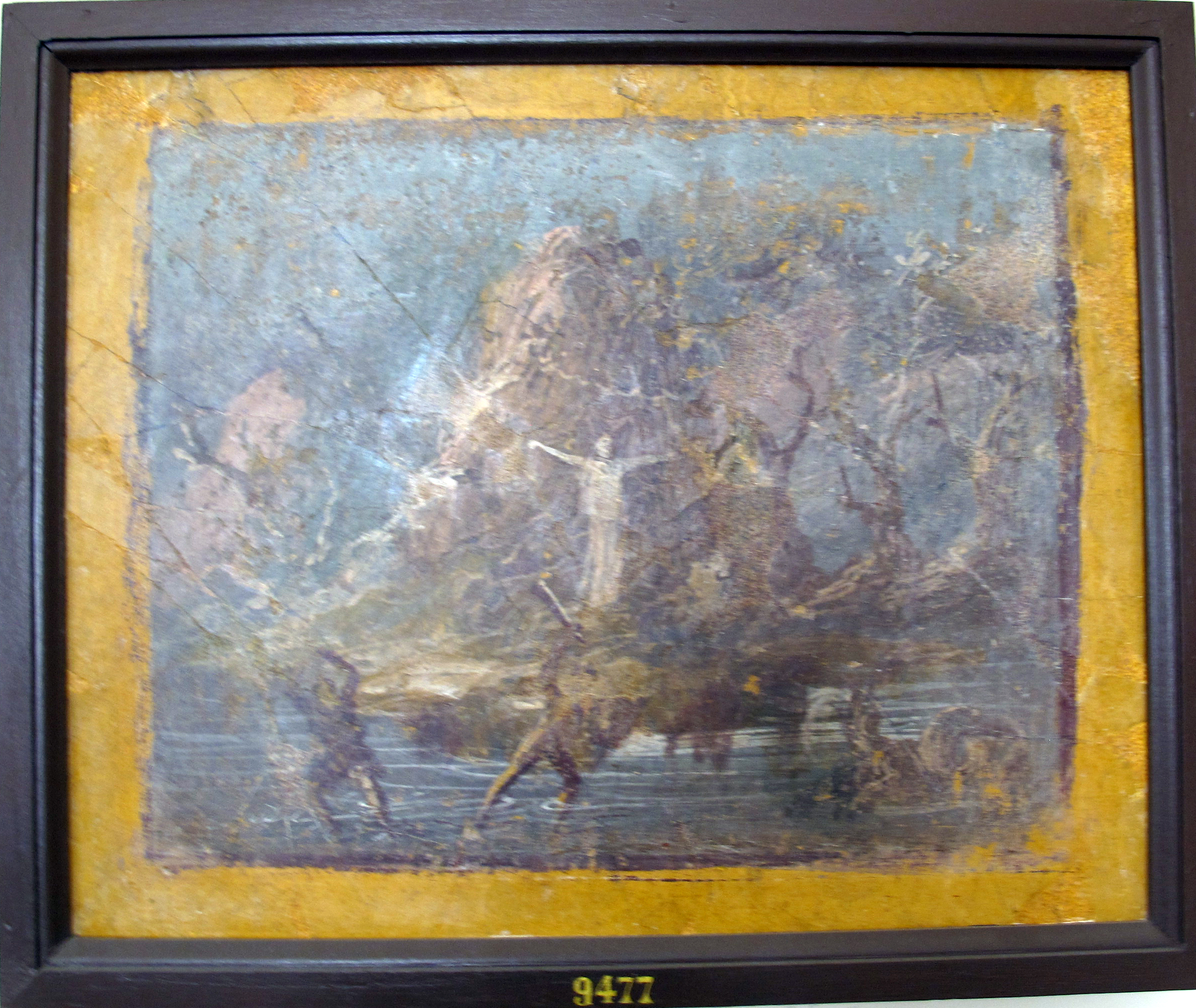
Motiv der Andromeda nach Beschreibung des Manilius, Fresko, Pompeji, 1. Jahrhundert n. Chr.

Übernatürliche Anteilnahme - Erwähnenswert ist auch eine Schilderung des Manilius, der am herzergreifenden Schicksal Andromedas die Natur teilnehmen lässt:
„Mit ihren Fittichen schlagende Eisvögel trauerten um dich, weinten mit kläglichem Lied um das Unglück, das dich getroffen, und sie verschafften, Schwinge an Schwinge, dir Schatten. Bei deinem Anblick hemmte sogar das Meer seine Fluten und übergoß nicht länger wie sonst das gewohnte Geklüfte, und aus dem flüssigen Spiegel erhob eine Meerfrau ihr Antlitz, jammerte über dein Unglück und netzte mit Tränen die Wogen. Ja selbst der Wind erwärmte die hängenden Glieder mit schwacher Brise und ließ in den äußeren Klippen sich wehklagend hören."
Diese übernatürliche Anteilnahme am Leid Andromedas, verstärkt Manilius noch durch eine bildliche Beschreibung, die zu seinen Lebzeiten oder kurz nach seinem Tod noch in einem anderen Kontext in Palästina erfolgt und letztlich zum Symbol einer neuen Religion, dem Christentum, wird (→ Das Motiv 'Opferung'): „Nur Sühne wurde benannt, und so gab man dem tobenden Meere preis die Andromeda [...] sobald man zur Küste des feindlichen Meeres gelangt war, spannt man die zarten Arme aus an den zackigen Felsen; an das Geklippe band man die Füße und legte den Strick an, und an jungfräulichem Kreuze hing das ersterbende Mädchen.“

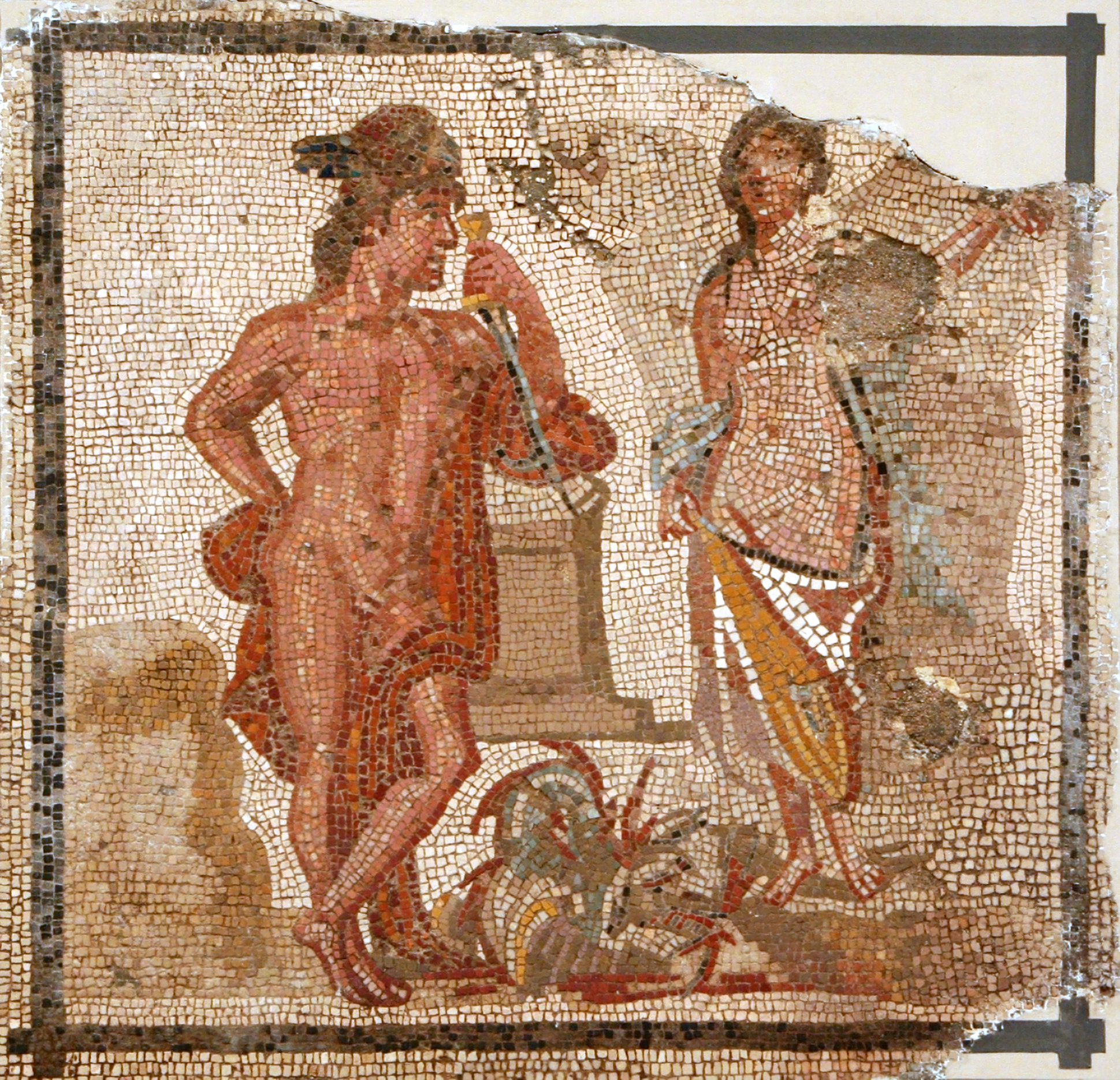
Römisches Mosaik, 2.-3. Jahrhundert n. Chr.

### Die antiken Andromeda-Erzählungen
Von der umfangreichen Rezeption, die Andromeda schon in der Antike erfuhr, sind von den folgenden Autoren literarische Werke zur Gänze oder teils erhalten geblieben, die sich inhaltlich Darstellungen der Andromeda-Geschichte widmen oder sie für eigene Werke nutzen.

Von Euripides (5. Jahrhundert v. Chr.) ist der Großteil des Textes von Euripides Andromeda-Tragödie verloren gegangen ist, lassen sich aus den erhaltenen Fragmenten nur einige Bruchteile der Inhalte des Stücks rekonstruieren. Am Anfang steht eine ausführliche Klage der an den Felsen geketteten Andromeda. Auch deutet sich an, dass sie sich ihrem Schicksal nicht freiwillig gefügt hat.
„Warum fiel doch vor allem so herbes Los, Mir, Andromeda, zu? O ich Arme, des Todes soll ich sein! (F 115) [...] Nimm teil an meinem Schmerz; denn wer im Leid andere mitweinen lässt, findet Erleichterung.“ (F 119) [...] „Miteidlos ist dein Vater, der dich, die leidensreichste unter den Menschen, dem Hades preisgab, um für das Land zu sterben.“ (F 120) [...] „Beklagt mich, Fraun, die Traurige. Die Trauriges erduldete – O ich armes, armes Kind! - Und von Verwandten Gesetzloses litt“ (F 122)
Es folgt das Eintreffen des Perseus aus dem Land der Medusa, der die wohl entblößte Andromeda erblickt: „Halt, was für einen Fels sehe ich hier vom Meer umschäumt und das Bild eines Mädchens aus natürlichem Steinwerk, Zierstück einer Meisterhand?“ Perseus fragt Andromeda, wer sie sei, woraufhin sie ihn anfleht, sie zu retten: „O fremder Mann, erbarme dich meines Jammers, löse meine Fesseln!“ Perseus erwidert, ob Andromeda ihm Dank erweisen werde, wenn er sie befreit, woraufhin sie ihn verfleht, sie als Dienerin, Gattin oder Sklavin mitzunehmen. Die nachfolgenden Fragmente geben kaum noch eine Handlung wieder, doch wird offensichtlich, dass Perseus das Ketos besiegt und Andromeda zur Frau nimmt - offensichtlich gegen den Willen von Kepheus: „Ich lasse nicht zu, dass mein Kind einen Bastard bekommt.“ Es folgen wohl das Hochzeitsmahl im Palast und die Auseinandersetzung mit Phineus.
Propertius (spätes 1. Jhdt. v. Chr.) vergleicht die Figur der schlafenden Cynthia unter anderem mit Andromeda, als sie sich zum ersten Schlaf hinlegt, nachdem sie vom Felsen befreit wurde.

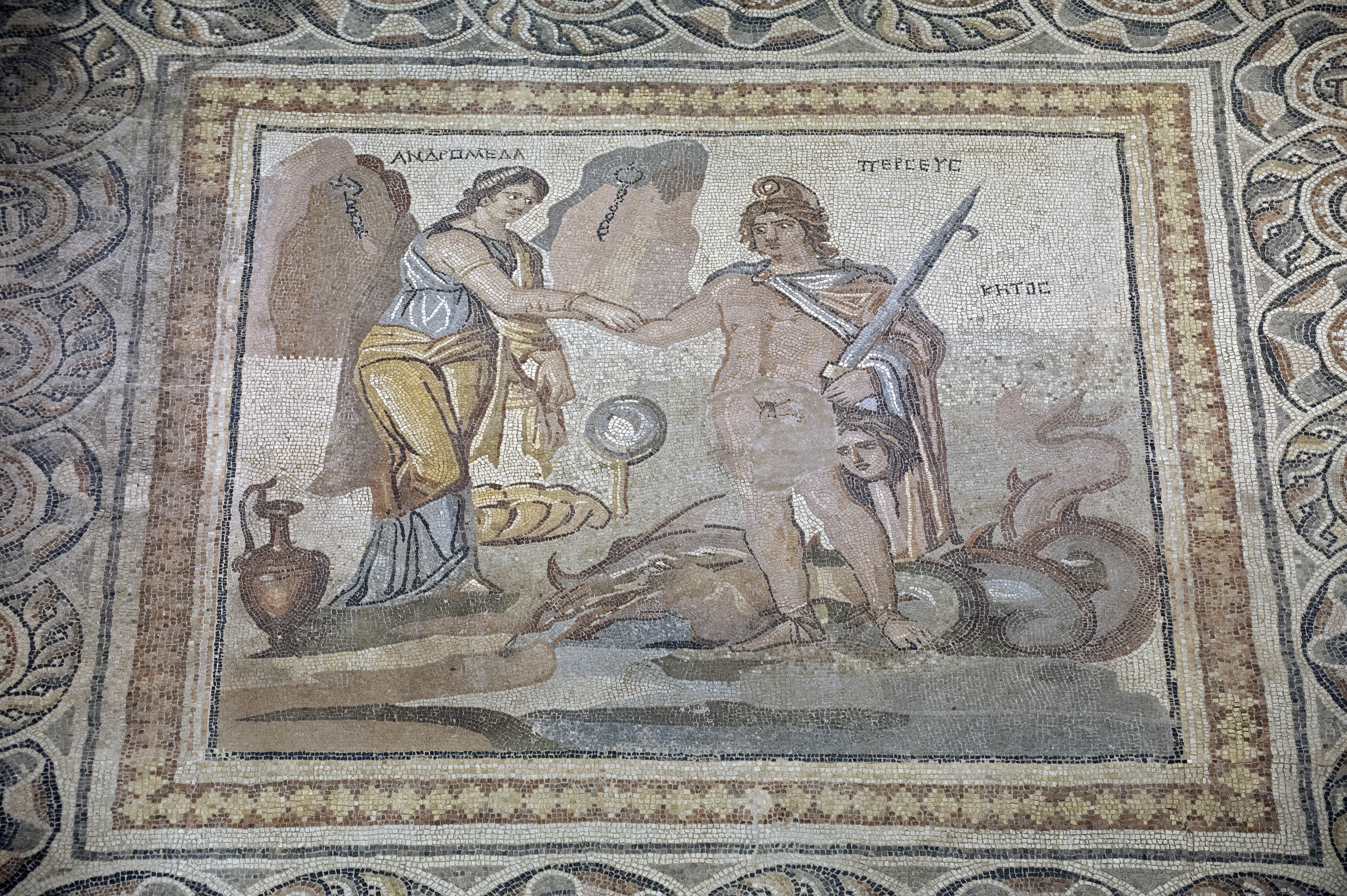
Perseus hält den Kopf der Medusa, am Boden liegt die erschlagene Seeschlange. Römisches Mosaik, Zeugma, 2.–3. Jahrhundert n. Chr.

Ovid (frühes 1. Jahrhundert n. Chr.) erzählt die Geschichte von Andromedas Opferung in ausgeschmückter Dichtung in seinen Metamorphosen, wobei er sich auf Perseus und den Kampf mit dem Ketos fokussiert. Nachdem Perseus Medusa enthauptet und Atlas mit ihrem Haupt zu Stein hat erstarren lassen, fliegt er mit seinen Flügelschuhen über Äthiopien, das Land des Kepheus. Perseus entdeckt die jungfräuliche Andromeda, die schuldlos für das Frevelwort der Mutter büßend, an das harte Gestein gefesselt ist, hält sie jedoch zuerst für eine Marmorstatue, ehe er bemerkt, dass ihr Haar weht. Perseus entbrennt in Liebe beim Anblick der Andromeda und vergisst fast, mit den Flügeln zu schlagen. Perseus bittet Andromeda, ihm ihre Identität zu offenbaren. Andromeda weint und schweigt zunächst, scheut sich den ihr unbekannten Mann anzureden und will das Gesicht mit den Händen verbergen, wird von ihren Fesseln jedoch daran gehindert. Schließlich beginnt sie zu erzählen, auch von der Hybris ihrer Mutter, doch noch bevor sie enden kann, schreit sie vor Angst auf, als das Ketos aus dem Meer auftaucht. Andromedas Eltern stehen jammernd unweit ihrer Tochter, doch greifen nicht ein, worauf sich Perseus ihnen zuwendet und mit seinen Taten prahlend anbietet, Andromeda zu retten, wenn sie ihm als Braut zuerkannt wird. Andromedas Eltern zögern nicht und flehen Perseus an, ihre Tochter zu retten, und versprechen ihm ihr Reich als Mitgift. Perseus steigt in die Luft auf, stürzt sodann auf das Ketos hinab und durchbohrt es mit dem Schwert. Am Ufer ertönen Jubelschrei und Klatschen. Kassiopeia und Kepheus begrüßen Perseus, und auch Andromeda kommt ihrer Fesseln entledigt dazu. Die nachfolgende Handlung erwähnt Andromeda nicht mehr namentlich, es geht allein um den Konflikt zwischen Perseus und Phineus um sie.
Manilius (frühes 1. Jahrhundert n. Chr.) stellt – im Gegensatz zu seinem Zeitgenossen Ovid, der sich auf Perseus als Hauptfigur in seiner Erzählung konzentriert – Andromeda ins Zentrum der Beschreibung in seiner Astronomica. In Folge der Schuld ihrer Eltern wird Andromeda weinend als Opfer geschmückt und „legt sich das nimmer für derlei Gelübde bereitete Kleid an, und noch lebendig schleppt man die Jungfrau zur eignen Bestattung.“ Anschließend werden ihr die Fesseln an die gespannten Arme gelegt, sodass sie am Kreuze am Fels hängt. „In dieser Pein noch weiß sie Gesicht und Keuschheit zu wahren. Selbst in der Qual liegt noch Liebreiz, den schneeweißen Nacken ergeben, rückwärts gebeugt schien sie selbst der Wächter zu sein ihrer Schönheit. Von den Schultern herab flossen Faltenkaskaden, die Arme zeigte das Kleid, und die wallenden Haare bedeckten den Rücken.“ Andromedas trauriger Anblick lässt selbst die Natur weinen. Dann entdeckt Perseus Andromeda „und ihm erscheinen die Ketten beglückt, die die Glieder umschließen; und nachdem er von ihr den Grund ihrer Marter erfahren, hat er die Absicht, dass Brautbett im Kampf mit dem Meer zu besteigen. [...] Rasch jagt er hin durch die Lüfte und tröstet die weinenden Eltern, mit dem Versprechen zu retten und kehrt, sie als Frau mit sich bedingend, an das Gestade zurück.“ Es kommt zum Kampf mit dem Ketos, das Perseus letztlich mit dem Schwert tötet. Dann nimmt Perseus Andromeda, die sich in ihn verliebt hat, zur Braut.

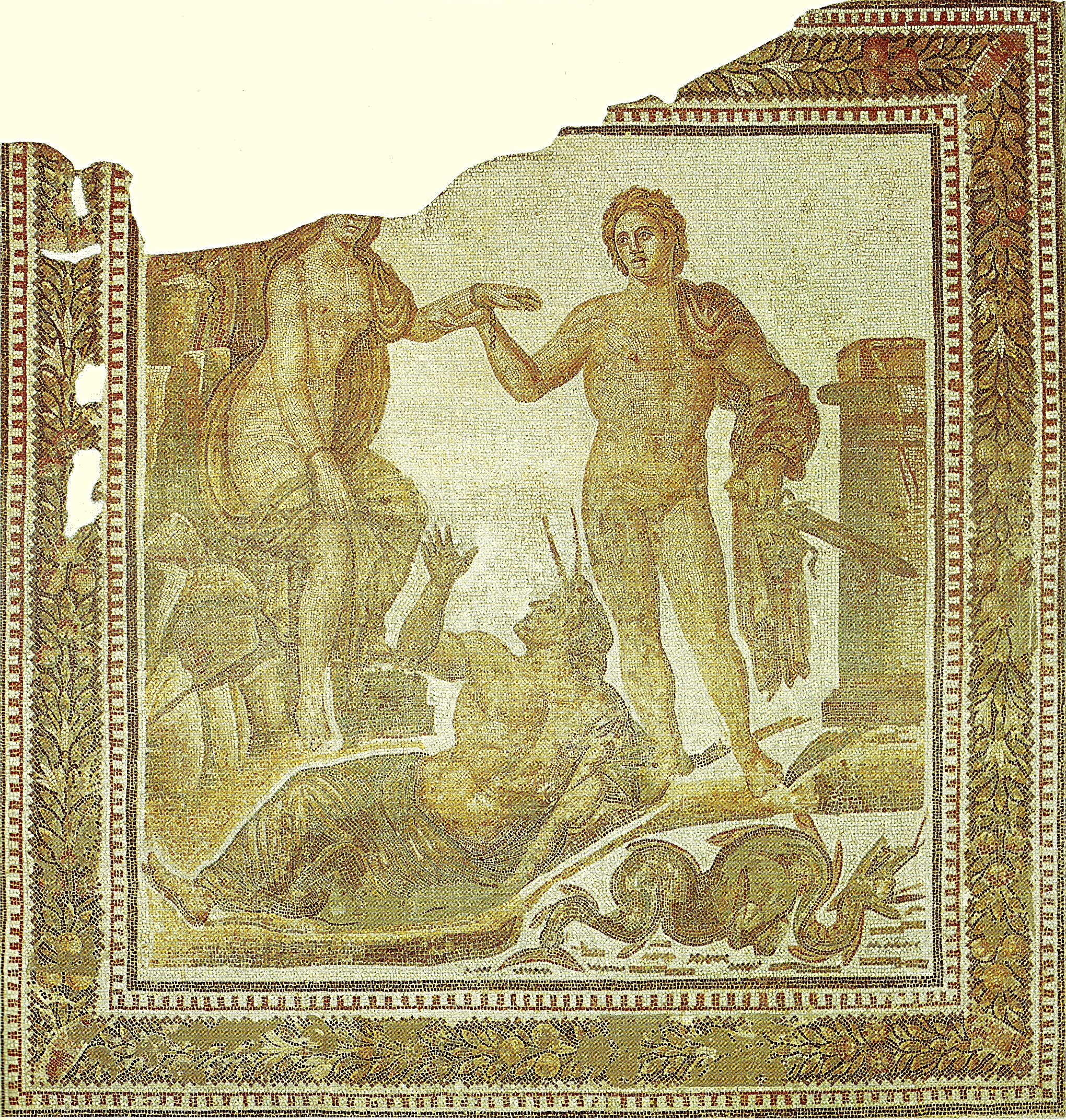
Römisches Mosaik in Bulla Regia

Pseudo-Apollodor – Pseudo-Apollodor (1. Jahrhundert n. Chr.) berichtet im Rahmen seiner Wiedergabe der Perseus-Sage über die geplante Opferung Andromedas. Als Perseus nach dem Sieg über Medusa nach Äthiopien kommt, wo Kepheus herrscht, findet er Andromeda dem Ketos zum Fraß vorgeworfen vor, da ihre Mutter Kassiopeia behauptete, schöner als die Nereiden zu sein. Diese zürnten genauso wie Poseidon, der das Land mit einer Überschwemmung und dem Ketos straft. Auf den Orakelspruch des Ammon hin, der dem Land die Befreiung der Plage verspricht, wenn Andromeda dem Ketos geopfert wird, muss sich Kepheus von seinem Volk gedrängt dem Urteil beugen und lässt seine Tochter an einen Felsen binden. Perseus sieht Andromeda, verliebt sich in sie und verspricht Kepheus, das Ketos zu töten, wenn er Andromeda zur Gattin bekommt. Kepheus stimmt zu, und Perseus tötet das Ketos und erlöst Andromeda. Da Phineus, Andromedas Onkel und Verlobter, weiter Anspruch auf sie erhebt, will er Perseus aus dem Hinterhalt ermorden, wird mit seinen Mitstreitern jedoch durch das Haupt der Medusa in Stein verwandelt, woraufhin Perseus sich mit Andromeda nach Seriphos zu seiner Mutter Danae begibt.
Hyginus (1./2. Jahrhundert) stellt Kassiopeia die Schönheit ihrer Tochter Andromeda über die der Nereiden, woraufhin Poseidon von Kepheus fordert, seine Tochter dem Ketos zu opfern, was geschieht. Perseus rettet daraufhin Andromeda und will sie mit sich führen, woraufhin Kepheus und Agenor versuchen Perseus zu ermorden, der ihnen daraufhin das Haupt der Medusa entgegenstreckt und sie zu Stein erstarren lässt. Daraufhin kehrt Perseus mit Andromeda zurück in seine Heimat.

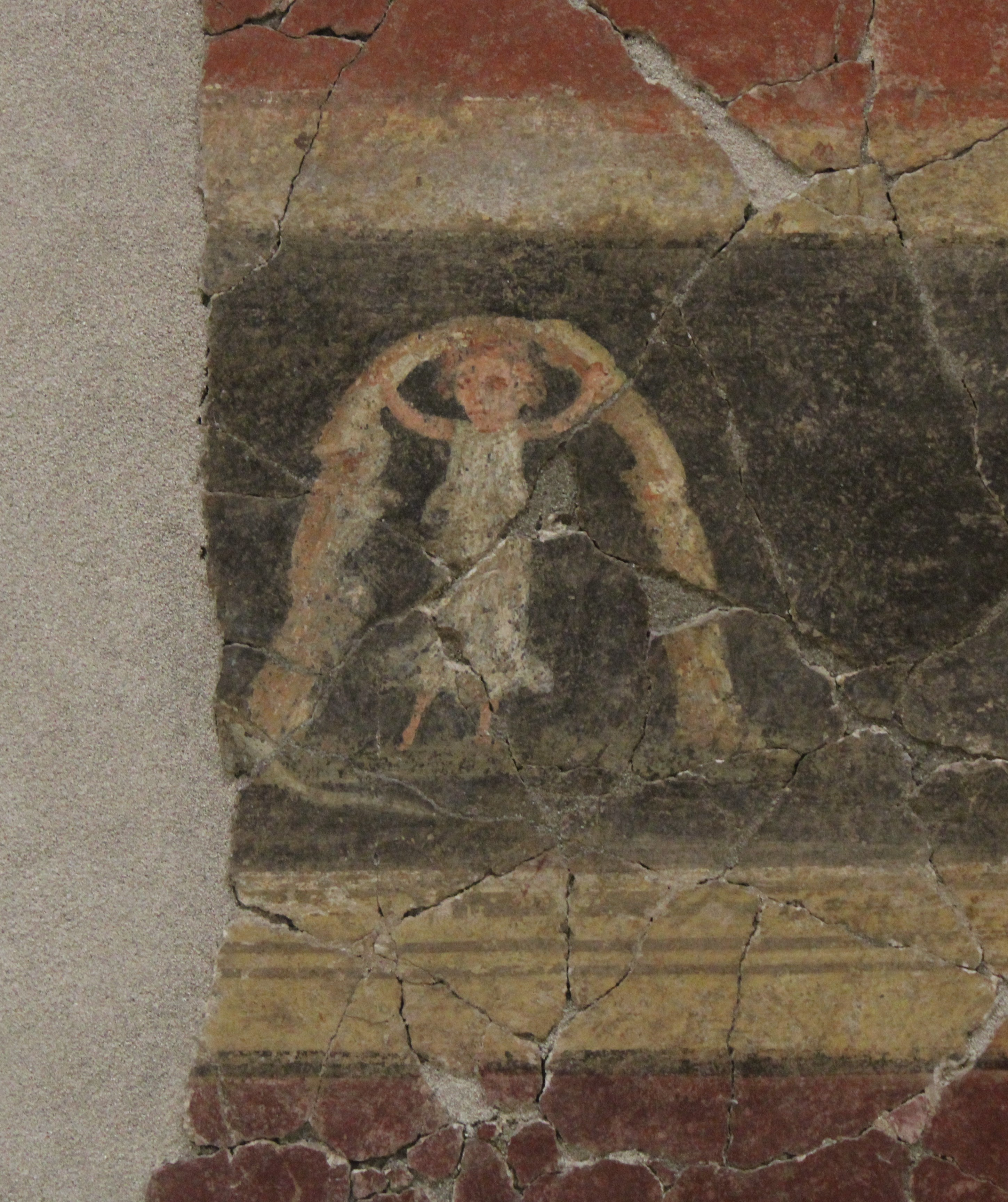
Angebundene Andromeda auf Fresko aus Nîmes, 1. Jahrhundert n. Chr.

Lukian von Samosata (2. Jahrhundert n. Chr.) erzählt die Andromeda-Sage im Rahmen seines 14. Meergöttergespräches. Hier trifft der Meeresgott Triton auf Iphianassa, Doris und andere Nereiden und informiert sie über den Tod des Ketos und Andromedas Überleben. Auf die Frage, wer das Ketos getötet hat, ob es etwa Andromedas Vater Kepheus selbst war, entgegnet Triton zu Iphianassa, ob sie sich noch an Perseus, den Sohn der Danae erinnere, den sie aus Mitleid am Leben erhielt, und erklärt, dass dieser das Ketos getötet habe. Iphianassa fragt, was Perseus dazu bewogen habe - immerhin habe er seine Dankbarkeit gegenüber den Nereiden hierdurch schlecht bewiesen. Triton erzählt nun die Geschichte von Perseus’ Tötung der Medusa und wie Perseus nach ihrer Enthauptung an der Küste Äthiopiens vorbeiflog, wo er die an einen weit ins Meer hinausragenden Felsen angeschmiedete Andromeda, mit aufgelösten Haaren und bis unter den Gürtel nackt, erblickt habe. Perseus habe sie als schön empfunden und Mitleid verspürt, woraufhin er sich nach dem Grund für ihr Schicksal erkundigt habe. Sein Mitleid habe sich in Liebe verwandelt, und er habe ihre Rettung beschlossen. Als das Ketos mit offenem Maul auf Andromeda zugestoßen sei und sie beinahe verschlungen habe, habe Perseus ihr das Haupt der Medusa entgegengehalten, woraufhin die vordere der Medusa zugewandte Seite des Ungeheuers zu Stein erstarrt und es selbst gestorben sei. Perseus habe die Fesseln Andromedas gelöst und sie auf spitzen Füßen den Felsen hinab geführt. Daraufhin habe Perseus Andromeda geheiratet und sie Argos zurückgeführt, sodass sie statt des Todes einen Gemahl „von nicht gemeinem Schlage“ gefunden habe. Iphianassa entgegnet auf Tritons Erzählung, dass ihr die Wendung nichts ausmache, immerhin habe Andromeda selbst keine Schuld getroffen, nur weil sich ihre Mutter als schöner als die Nereiden rühmte. Doris entgegnet, dass man Kassiopeia nicht schlimmer hätte strafen können als durch die Opferung ihrer Tochter. Iphianassa erwidert, was die Nereiden das Gerede einer unverständigen Frau schere, die unter Barbaren aufgewachsen ist. Durch die Angst um ihr Kind sei sie genug gestraft worden, und die Nereiden sollten lieber an der Freude über die Hochzeit teilhaben.
Achilleus Tatios (2. Jahrhundert n. Chr.) liefert eine detaillierte Beschreibung einer Abbildung des Mythos im hinteren Teil eines Tempels in seinem Roman Leukippe und Kleitomphon. Andromeda ist in einer Höhlung des Felsens angekettet, auf ihrem Gesicht mischen sich Furcht auf ihren Wangen und Schönheit in ihren Augen. Ihre Arme sind auf den Felsen gespannt, an dem sie emporgebunden ist, ihre Hand hängt wie die Traube an einem Weinstock herab und ihre Arme sind weiß und leicht blau anlaufend, die Finger drohen abzusterben. Gefesselt und den Tod erwartenend, ist Andromeda wie eine Braut gekleidet und wie zur Hochzeit mit dem Hades zurechtgemacht: mit einem langen weißen, zarten Gewand, das dem Gewebe der Spinnen gleicht und aus der Wolle von Schmetterlingen gemacht wurde. Das Ketos steigt, gegen Andromeda gekehrt, von unten auf. Perseus wird zwischen dem Ketos und Andromeda gezeigt, wie er aus der Luft hinabstiegt und sich dem Ketos entgegenstellt, gekleidet mit seinen Flügelschuhen, in der linken Hand das Haupt der Medusa, in der rechten das Sichelschwert.
Heliodor – Im Roman Aithiopiká des Heliodor hat ein Bildnis der Andromeda letztlich Auswirkungen auf die ganze Handlung und das Schicksal der Hauptprotagonistin Charokleia vom Beginn bis zum Ende.

## Die Andromeda-Sage in der Neuzeit

### Mittelalter und Wiederentdeckung in der Renaissance

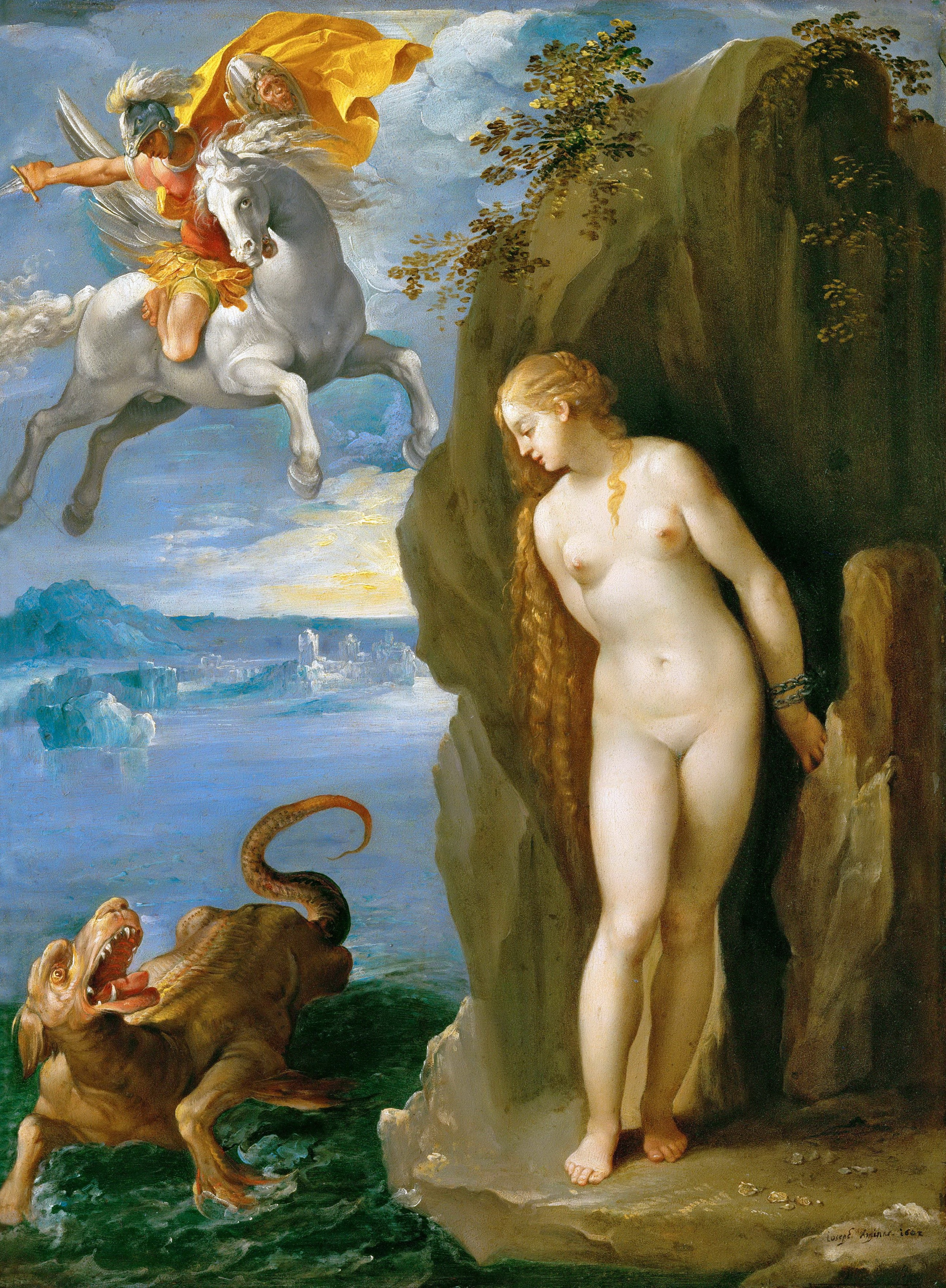
Andromeda mit auf Pegasos reitendem Perseus, Giuseppe Cesari, 1602

Eine entscheidende Wendung für die Andromeda-Rezeption stellte die Endphase des Römischen Reiches in der Spätantike dar. Einen nicht geringen Einfluss muss die Christianisierung ausgeübt haben, da sie vielerorts mit – später auch staatlich sanktionierter – Gewalt und Zerstörung von Tempeln, Kunstwerken und Schriften des heidnischen griechisch-römischen Glaubens einherging. Die Zerstörungen der Völkerwanderungszeit, der Untergang des weströmischen Reiches und der antiken Zivilisation trugen ihr übriges dazu bei, dass die griechisch-römische Sagenwelt allgemein in Vergessenheit geriet und Zeugnisse für die nächsten Jahrhunderte äußerst rar sind. Eine Ausnahme ist etwa die Darstellung einer halbnackten, angeketteten Andromeda aus dem frühen 9. Jahrhundert.
Erst mit der Wiederentdeckung des alten antiken Erbes in der Renaissance kan es zu neuem Interesse an der griechischen Mythologie. In Bezug auf den Perseus-Mythos konzentrierte sich dieses jedoch nahezu ausschließlich auf die Geschichte um Medusa und die Rettung Andromedas. Andromeda wurde zu einem der beliebtesten Themen der griechischen Mythologie, was in einer großen Zahl an neuen Andromeda-Darstellungen in der bildlichen Kunst mündete, vor allem Gemälden und Statuen. Diese Entwicklung hielt in der Neuzeit an.
Angesichts der neuen künstlerischen Freiheit in der Renaissance, die die Darstellung von Nacktheit miteinschloss, wurde von dieser ausgiebig Gebrauch gemacht, sodass die große Zahl an Andromeda-Darstellungen aus dieser Zeit ihren Körper entweder vollständig oder doch weitgehend entblößt zeigt. Gleichzeitig fand spätestens im 14. Jahrhundert das neue Motive des geflügelten Hengstes Pegasus Einzug in die Erzählung bzw. bildliche Darstellung, auf dem Perseus nun reitend Andromeda zu Hilfe kommt, statt seine Flügelschuhe zu benutzen. Ähnlich wie in der Frage des Schauplatzes, Äthiopien vs. Joppe, bildete sich eine Rivalität zwischen dem Bild des mit Flügelschuhen versehenen und des auf Pegasus reitenden Perseus heraus. In der griechischen Mythologie entspringt Pegasus zwar dem Körper der getöteten Medusa, wird von Perseus aber nicht gezähmt, sondern dient vielmehr in der Sage des Bellerophon dem Helden als Reittier. Auch das Motiv des Kopfes der Medusa, der als Waffe gegen das Ketos eingesetzt wird, fand immer größere Verbreitung.
Im Gegensatz zur Bildkunst kam es im 16. Jahrhundert noch zu keiner großen literarischen Adaption der Andromeda-Sage, abgesehen von Stücken wie der Komödie Andromeda mit Perseus von Hans Sachs (1558) und der Andromeda-Tragikomödie von Diomisso Guazzoni 1578. Die bedeutendste Ausnahme ist Ludovico Ariostos episches Dichtwerk Orlando Furioso (1516–1532), in dem der Autor eine seiner weiblichen Hauptfiguren – die heidnische Prinzessin Angelica – in einer Szene in genau die gleiche Situation wie Andromeda versetzt: sie wird als Menschenopfer für ein Seeungeheuer nackt an einen Felsen im Meer gekettet und wie Andromeda im letzten Moment durch einen Helden gerettet. In ihrem Falle ist es der sarazenische Ritter Ruggiero, der statt mit Flügelschuhen oder auf einem Pegasus auf einem Hippogreif, einem Mischwesen aus Pferd und Adler, herbeifliegt und das Ungeheuer tötet.
Darstellungen vom Mittelalter bis Ende 16. Jahrhundert

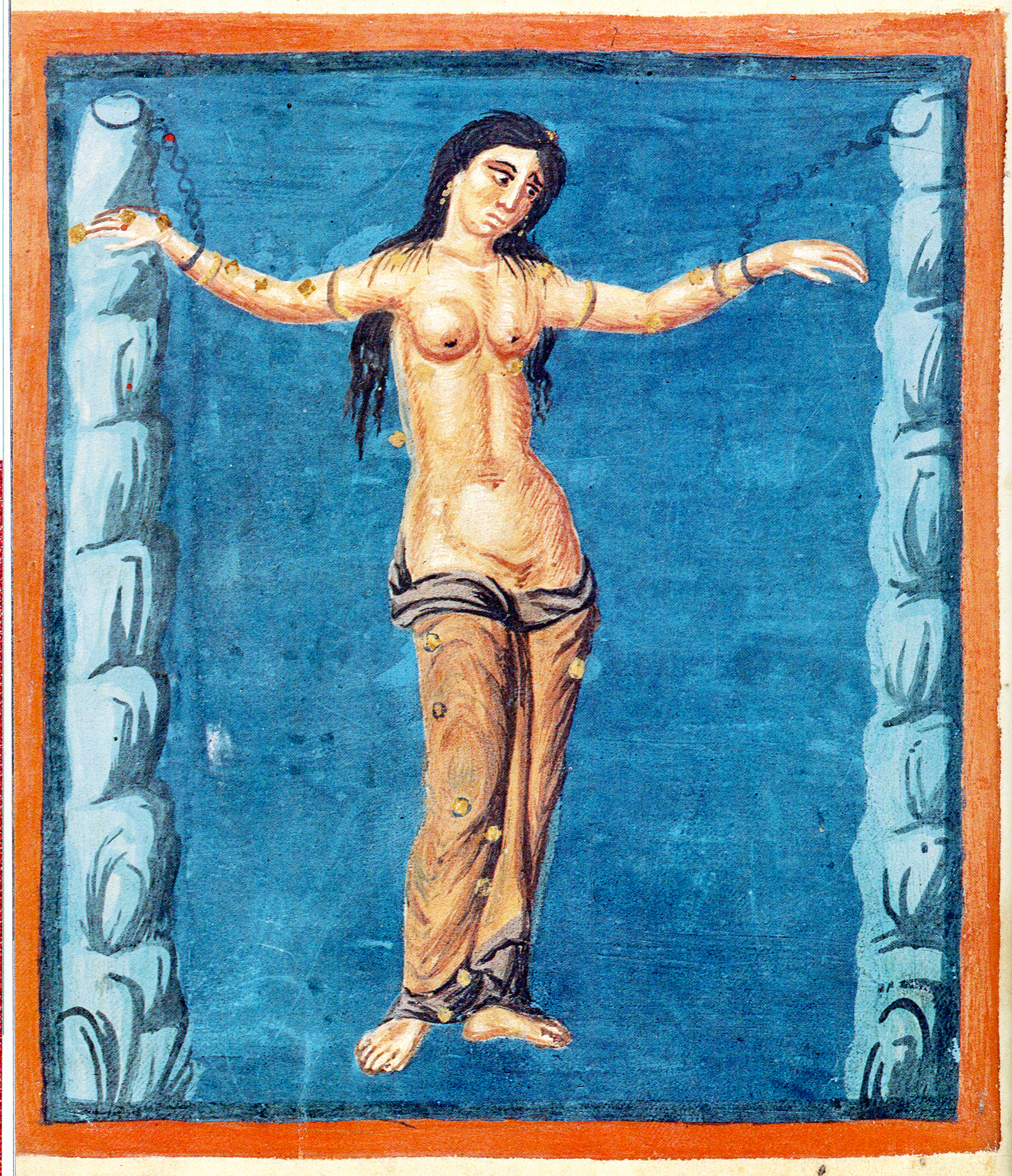
Karolingische Darstellung aus Lothringen, frühes 9. Jahrhundert
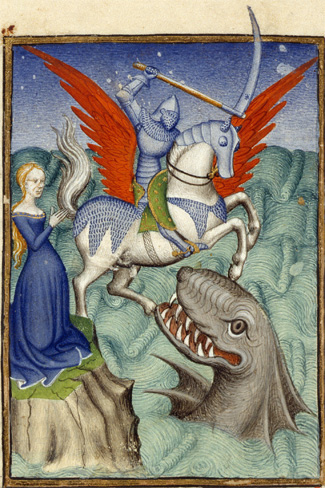
Auf Pegasus reitender Ritter Perseus schlägt das Ketos, 15. Jahrhundert
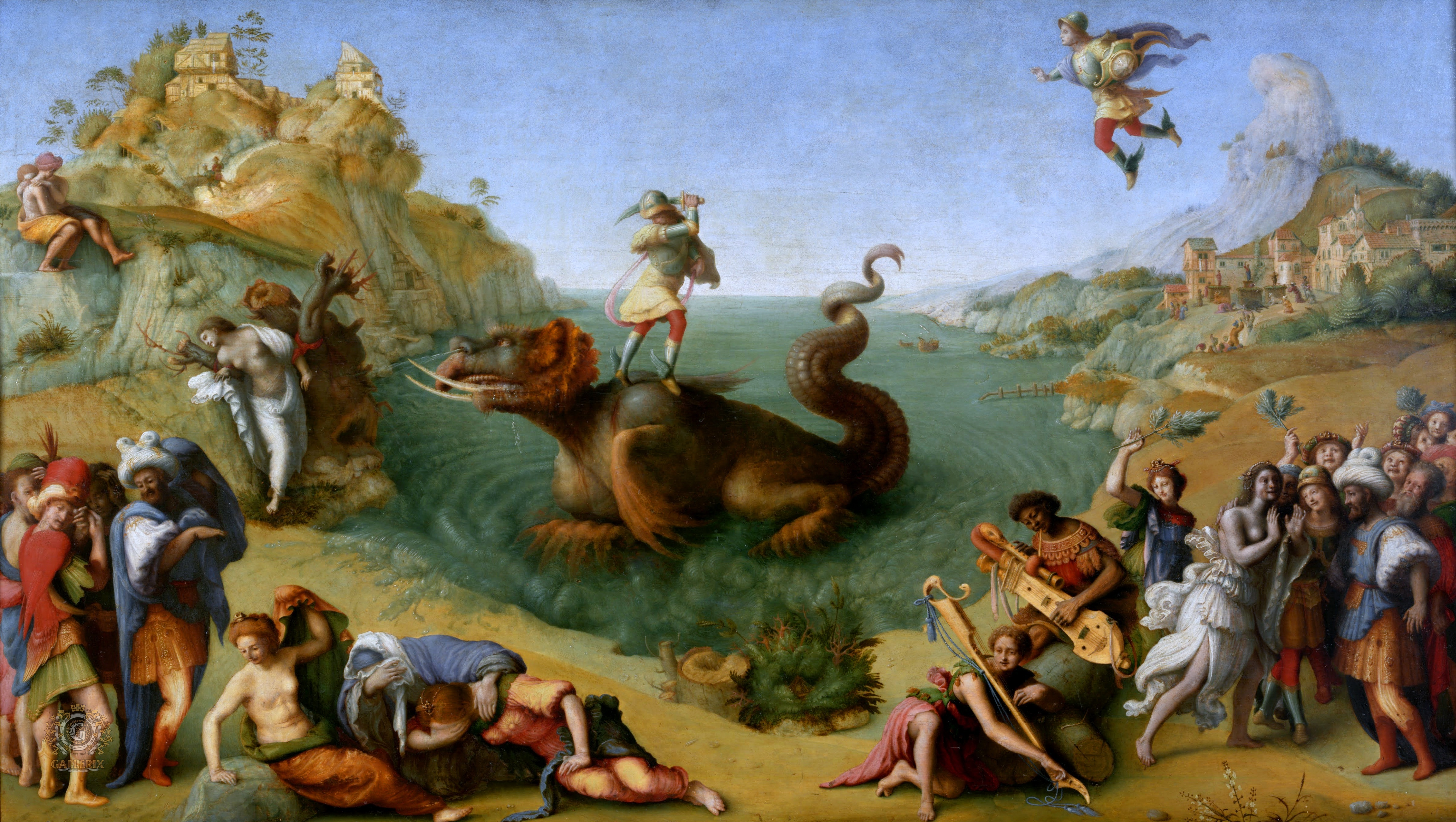
Piero di Cosimo, um 1510
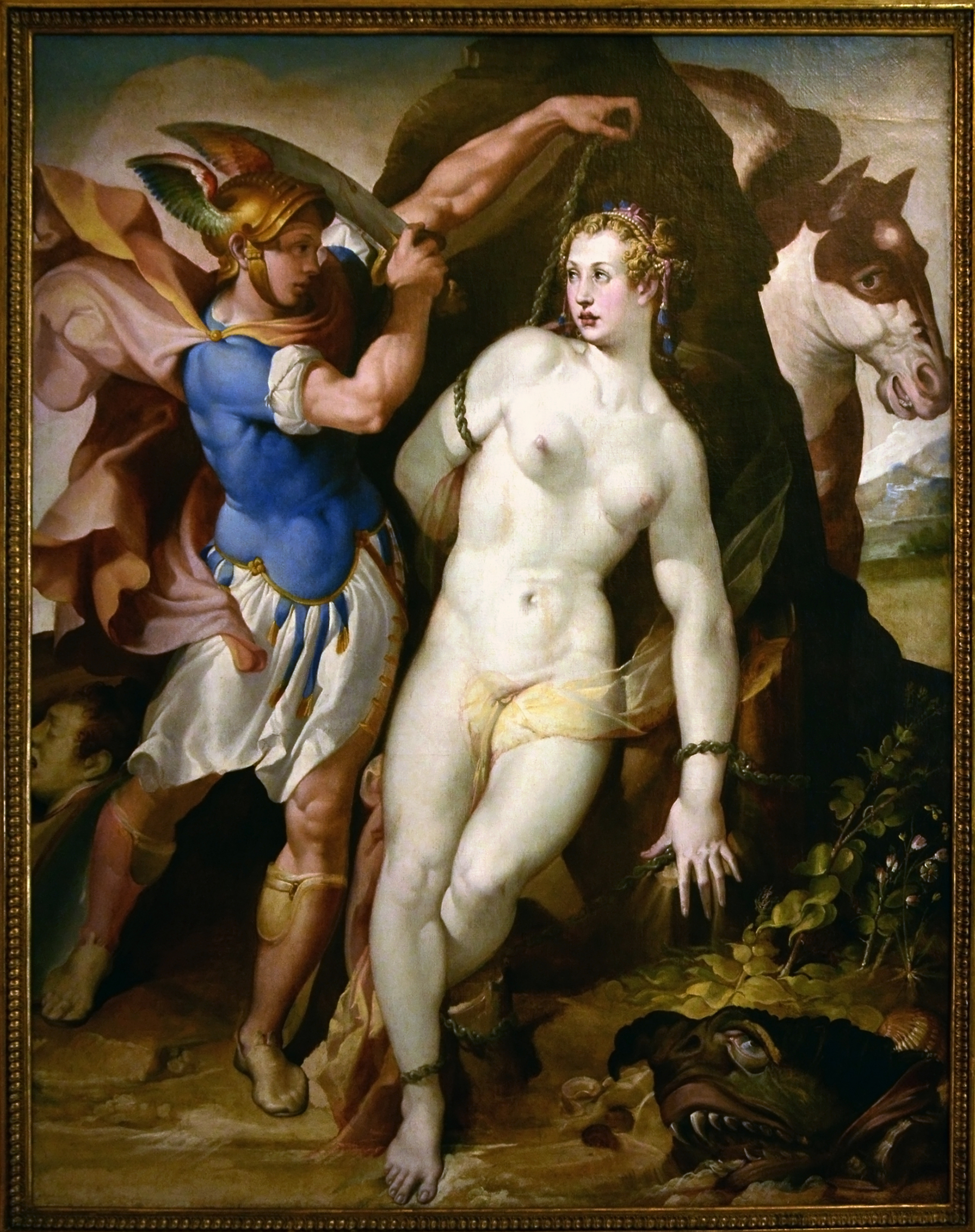
Bartolomeo Passerotti, um 1572–1575
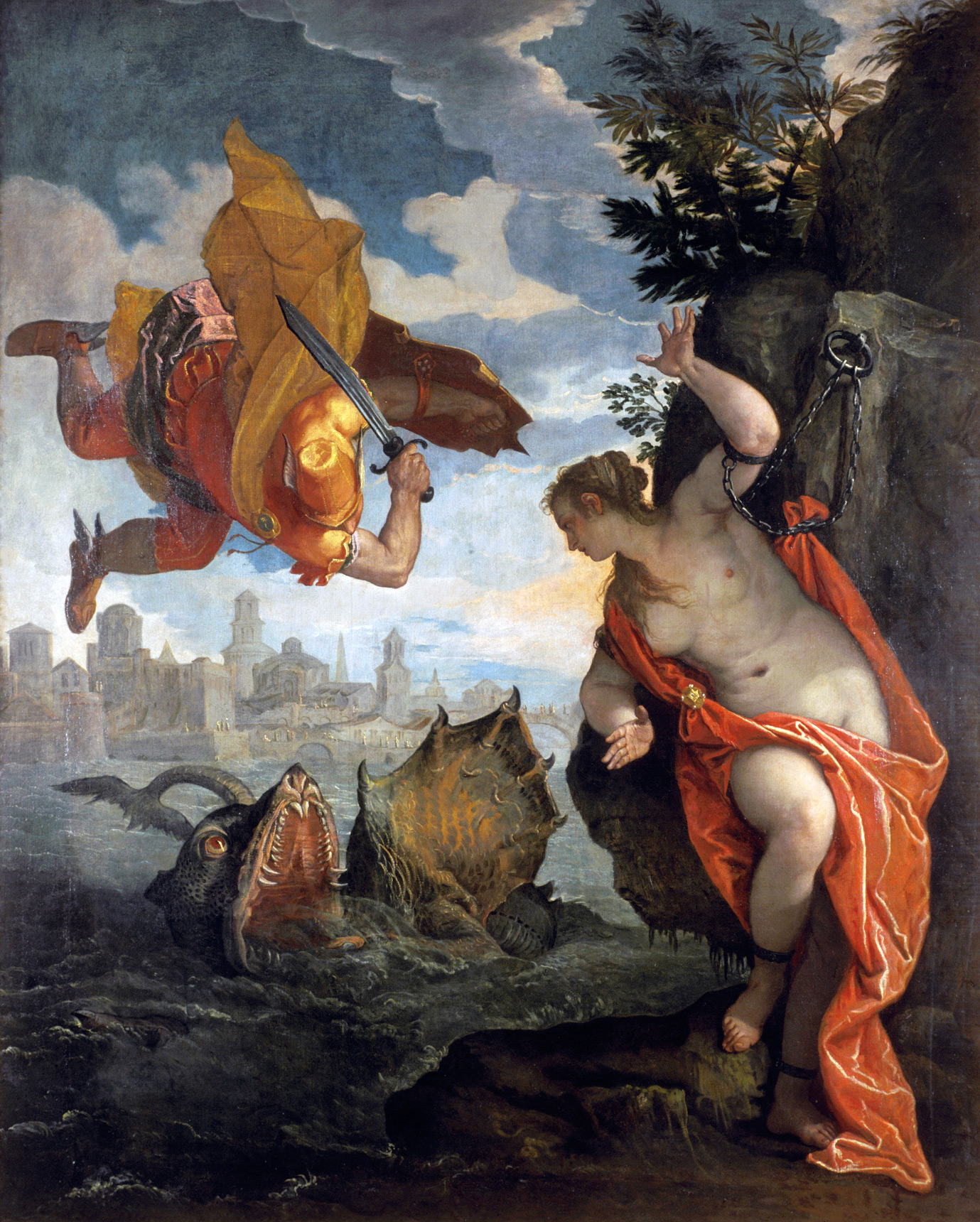
Paolo Veronese: Perseus rettet Andromeda, 1576–1578,

### Rezeptionshöhepunkt im Barock und Klassizismus (17. bis 18. Jahrhundert)

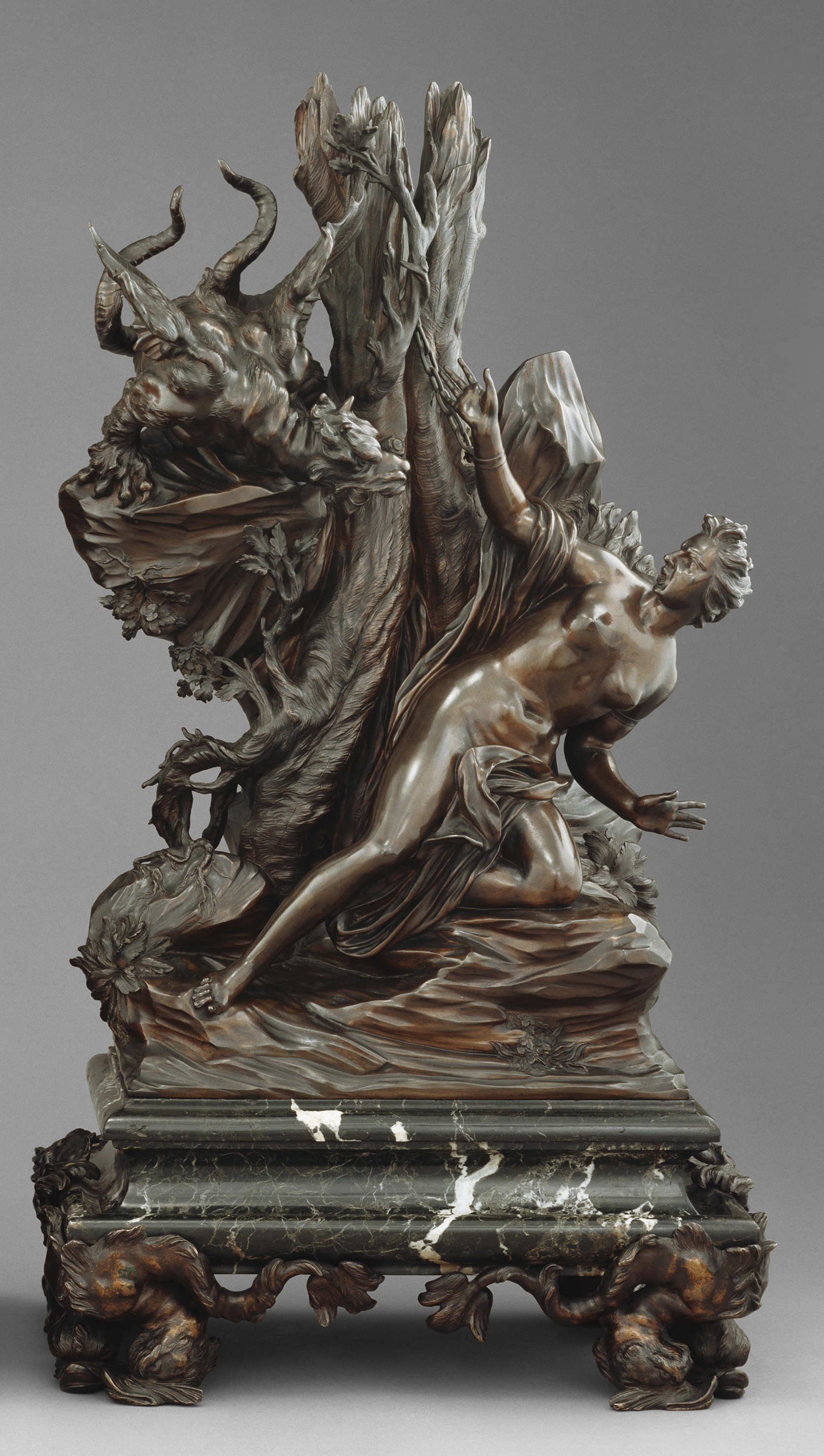
Massimiliano Soldani: Andromeda und das Seeungeheuer, Bronze, ca. 1725, heute im J. Paul Getty Museum

Nach der Renaissance stieg die Andromeda-Rezeption im 17. Jahrhundert stark an – vor allem vor dem Hintergrund der Verbreitung der Oper. In kurzer Zeit entstanden eine ganze Reihe an Werken über Andromeda, insbesondere Theater- und Musikstücke. Zu nennen sind etwa das Libretto Andromeda von Ridolfo Campeggi (Bologna, 1610), Andromede von Caspar von Brülow, Straßburg (1612), die Schrift Andromeda liberata – Or the Nuptials of Perseus and Andromeda von George Chapman (1614), die Oper Andromeda von Claudio Monteverdi (1617), die Tragödie Perseus von Lope de Vega (1621), die Tragödie Perseus von Johann Rist (1634), die Oper L’Andromeda von Benedetto Ferrari (Venedig, 1637), Pierre Corneilles Schauspiel Andromède (1647), Pedro Calderóns Fortunas de Andrómeda y Perseo (1653), Andromeda. Ein Königliches Fräulein aus Aethiopien. Stern, Wolfenbüttel von Anton Ulrich (1659), Il Perseo von Aurelio Aureli (1665), Perfidia punita seu Perseus von Simon Rettenpacher (1674), Andromeda und Perseus, Hamburg (unbekannt, 1679), Die errettete Unschuld oder Andromeda und Perseus (1679) von Johann Philipp Förtsch, die Oper Persée mit einem Libretto von Philipp Quinault (1682), sowie Die befreyte Andromeda, Weißenfels (unbekannt, 1688),
Im 18. Jahrhundert ließ das Interesse in der Literatur merklich nach, ehe es im letzten Viertel insbesondere im Musiktheater wieder zunahm. Zu den Werken des 18. Jahrhunderts zählen Comedia. Persevs et Andromeda. oder die Weiß gebohrene Mohrin, Berlin (unbekannt, 1700), Perseus befreyet die Andromeda (unbekannt, 1709), Johann Georg Ansorgs 1727 veröffentlichter Roman Der heldenmüthige Perseus und die getreue Andromeda, das Ballett Andromeda, befreyet von Perseus, durch Medusens Haupt von Anton Vigano (1778),
die Symphonie Andromède sauvée par Persée (deutsch Die Rettung der Andromeda durch Perseus) von Carl Ditters von Dittersdorf,
Johann Adam Brauns Duodrama Andromeda und Perseus (1780), Anton Zimmermanns 1781 uraufgeführtes Melodram Andromeda und Perseus, die von Michael Haydn komponierte Oper Andromeda e Perseo (1787) und 1798 Giuseppe Sartis Andromeda.
Bildliche Adaptionen des 17. und 18. Jahrhunderts

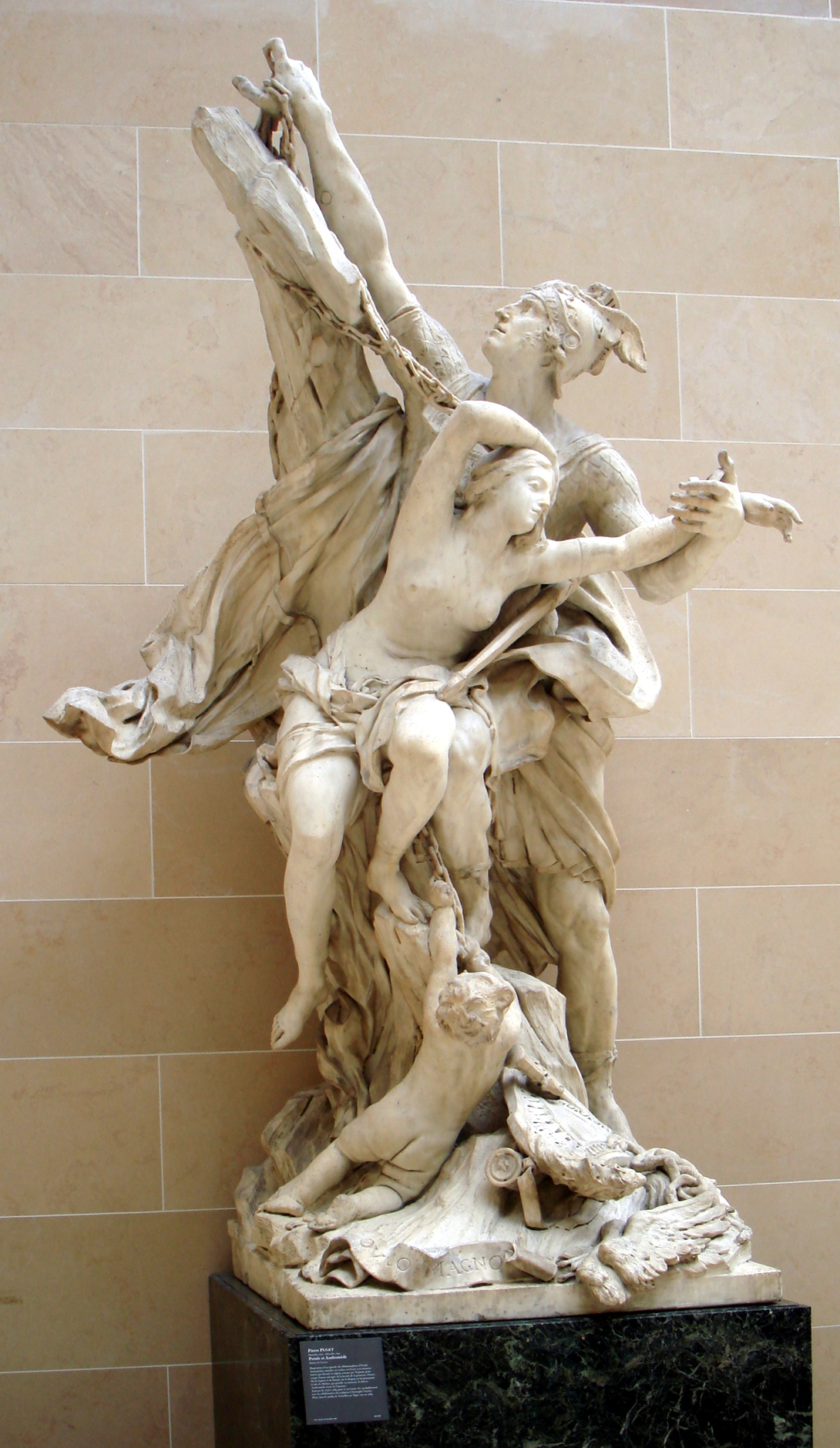
Pierre Puget, 1684, Louvre
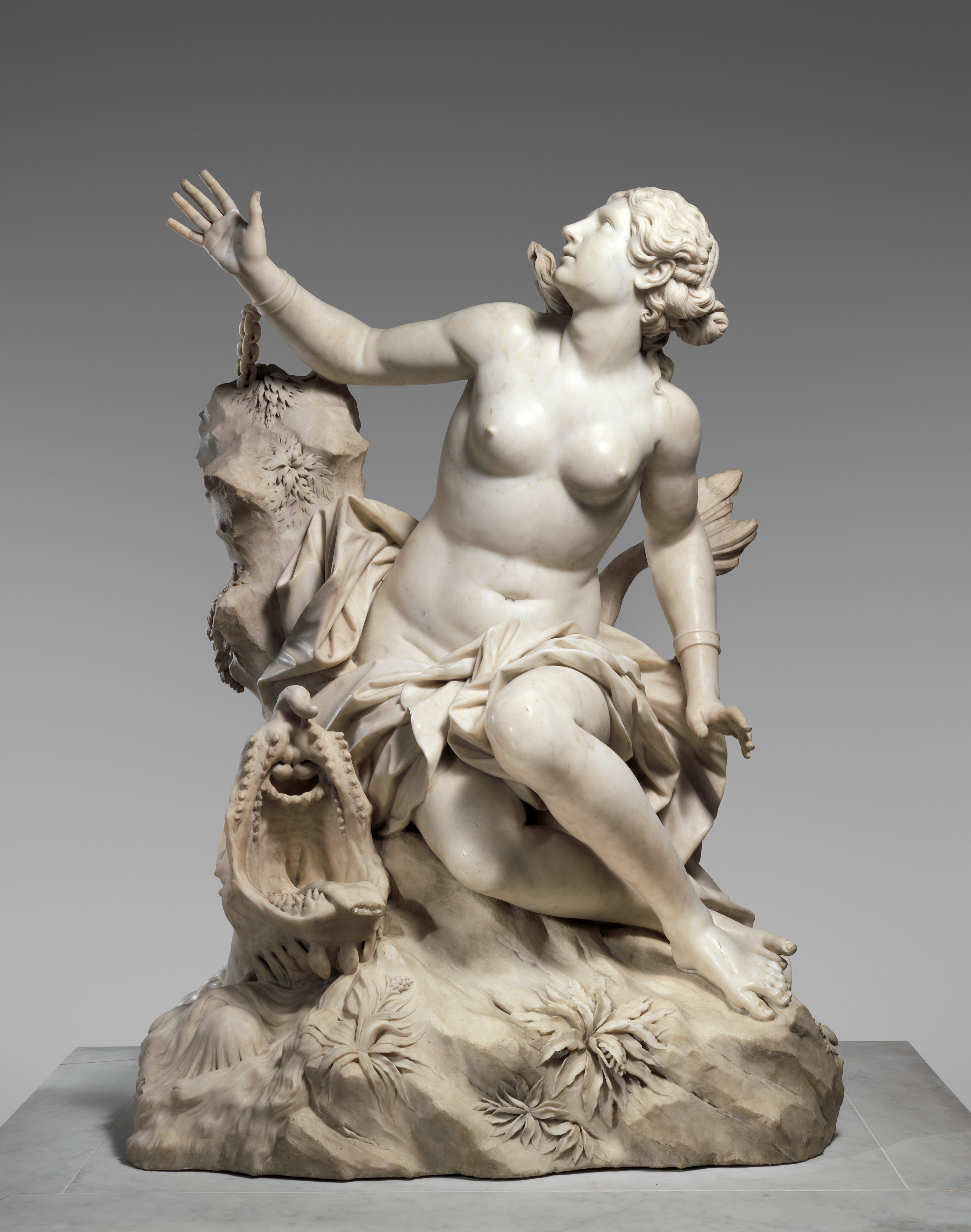
Domenico Guidi: Andromeda und das Seeungeheuer, 1694
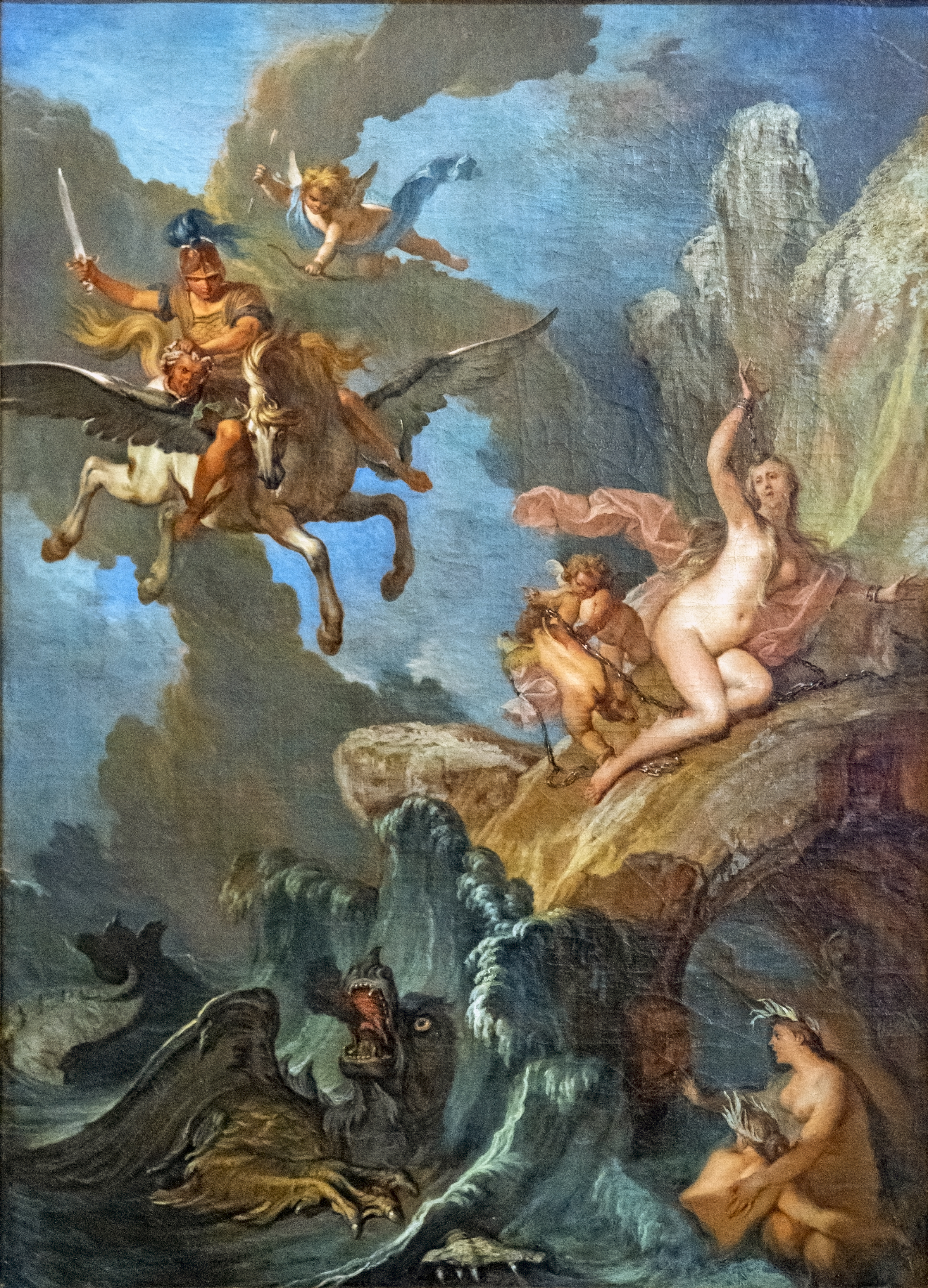
Nicolas Bertin, zwischen 1700 und 1725
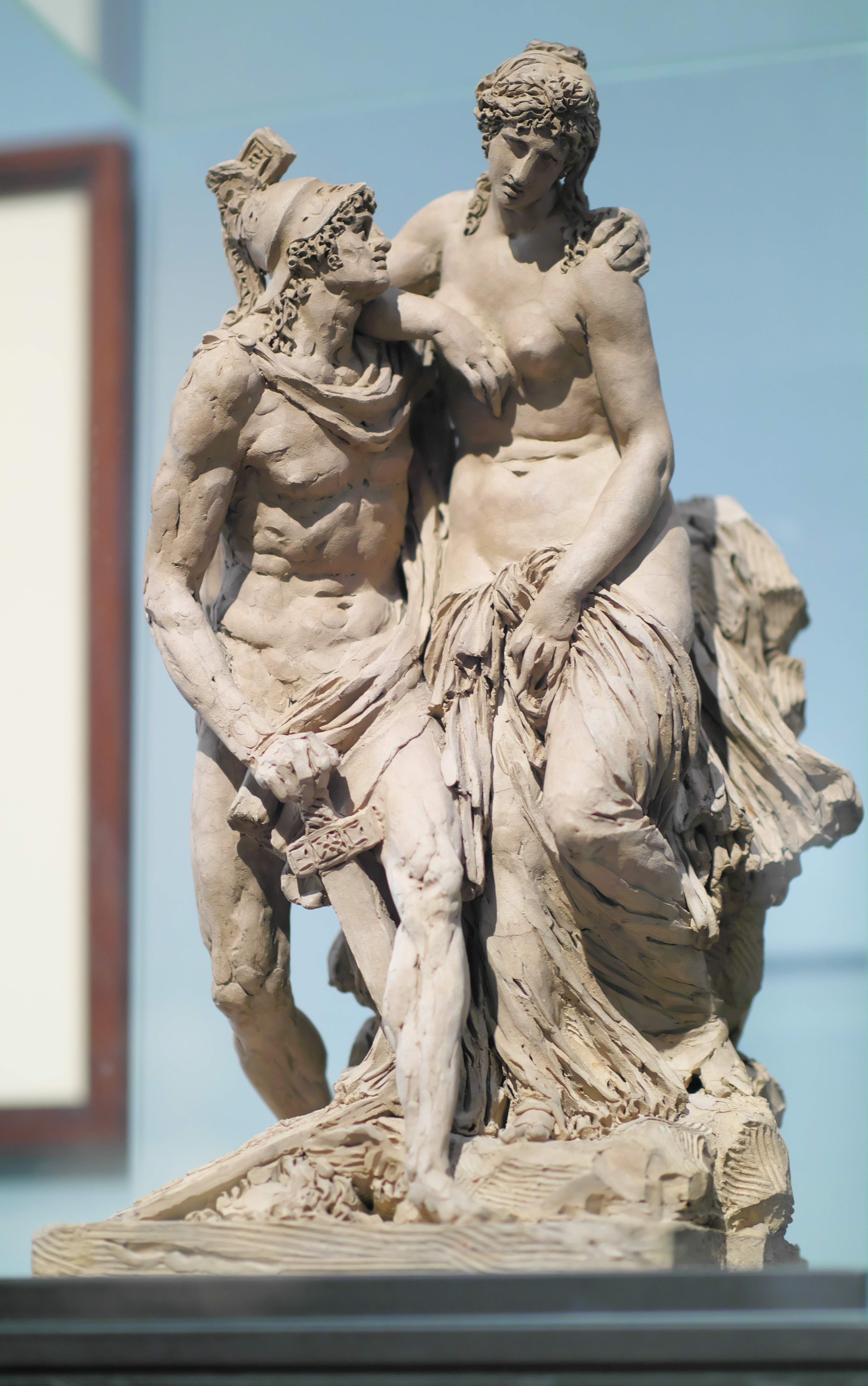
Johann Gottfried Schadow: Perseus und Andromeda, 1786. Terrakotta, Musée Bonnat-Helleu, Bayonne
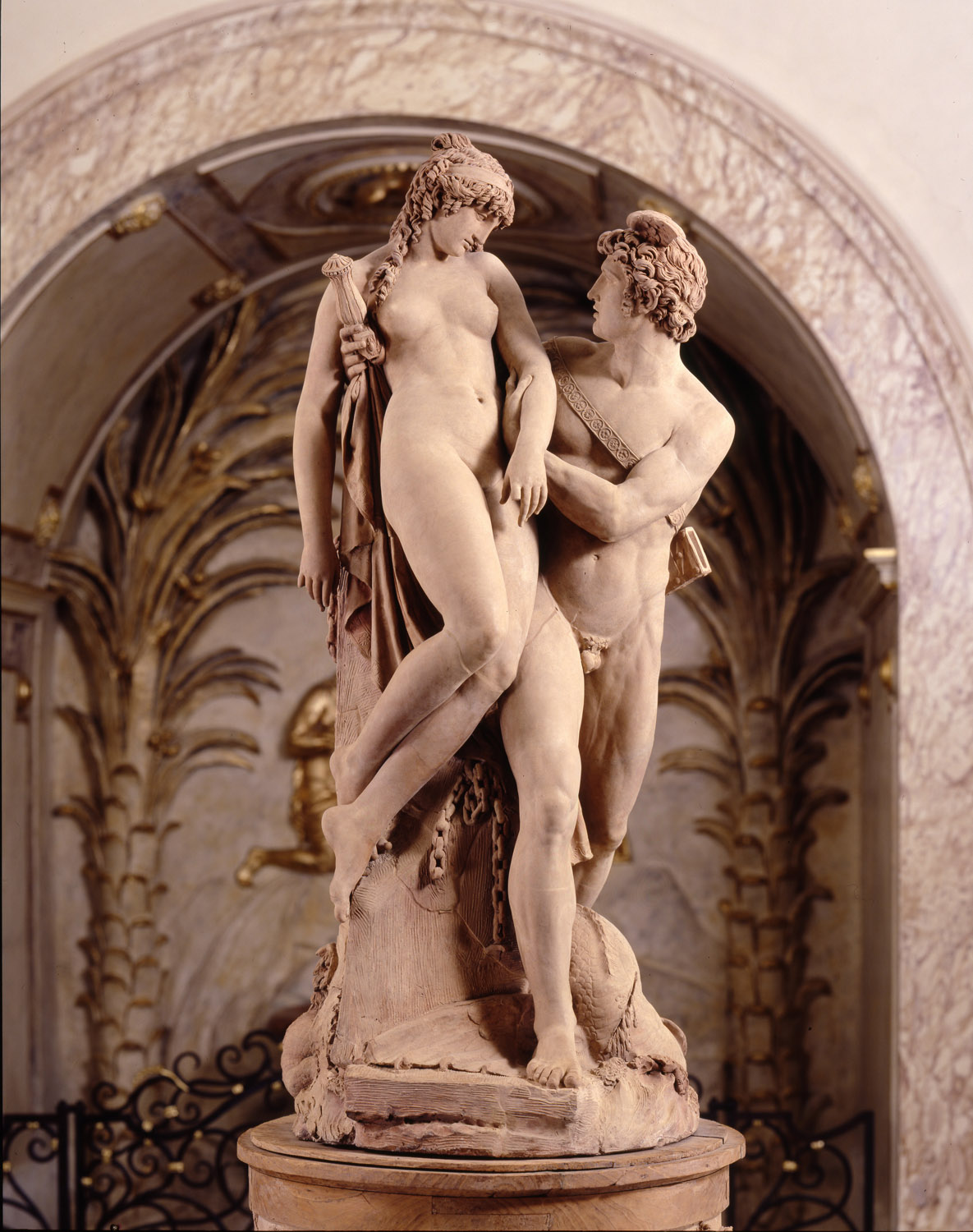
Perseus befreit Andromeda, Joseph Chinard, 1791

Literarische Adaptionen des 17. und 18. Jahrhunderts

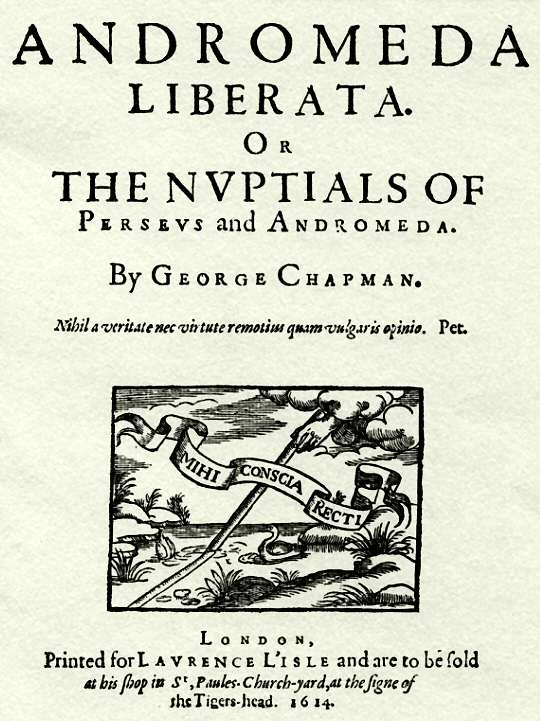
Andromeda Liberata, George Chapman 1614
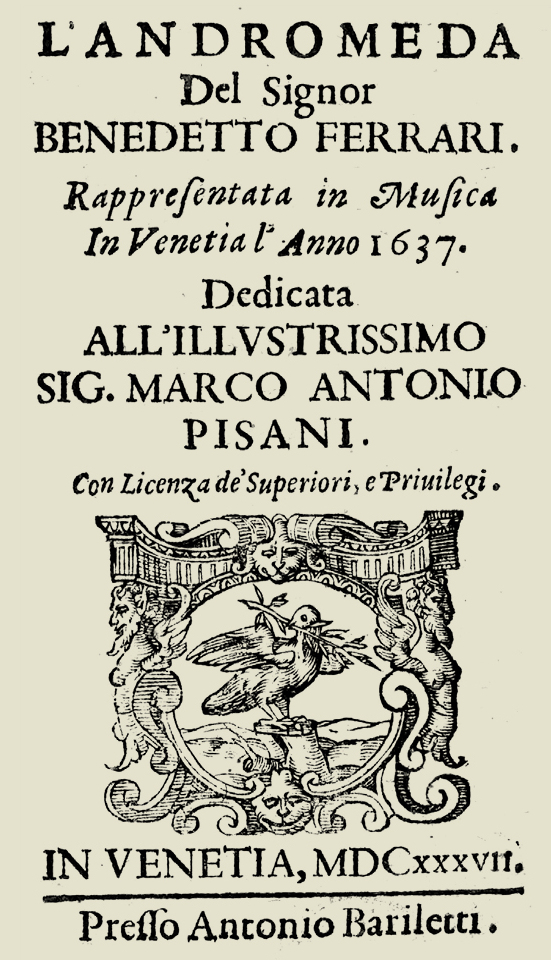
Oper L'Andromeda von Benedetto Ferrari, 1637
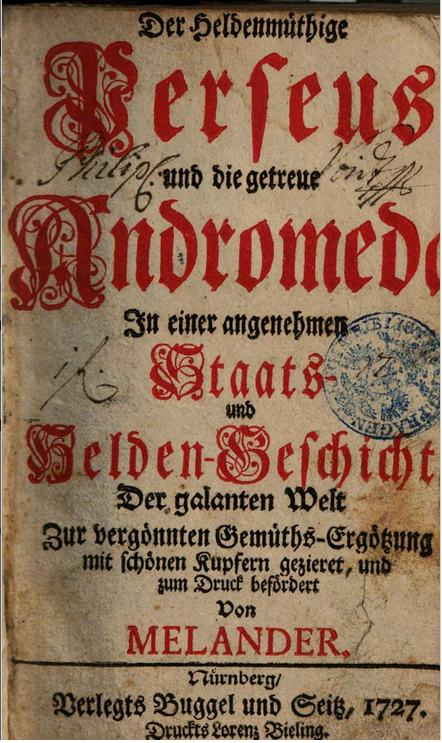
Titelblatt von Johann Georg Ansorgs Roman Der heldenmüthige Perseus und die getreue Andromeda, 1727.
Melodram Andromeda und Perseus von Anton Zimmermann, 1780

### Romantik und Realismus (19. und frühes 20. Jahrhundert)
Während im 19. Jahrhundert und frühem 20. Jahrhundert das Interesse in Musik, Theater und Literatur insgesamt zurückging, wurde die Andromeda-Sage in der Malerei, insbesondere in der Ära der Romantik, weiter umfangreich rezipiert, wobei die Darstellung der ohnehin schon nackten Andromeda zunehmend auch deutlich erotischere Züge annahm.
Mit der zunehmende Alphabetisierung konnten auch Menschen aus weniger gebildeten und privilegierten sozialen Gruppen (griechische Mythologie und Altgriechisch waren vor allem an Gymnasien in Schulbüchern Thema) sich zunehmend, mit der Thematik der griechischen Mythologie beschäftigen. In Deutschland schuf Gustav Schwab mit seinen Sagen des klassischen Altertums (1838–1840) einen Klassiker der Kinder- und Jugendkultur, die Generationen von Menschen die Sagen der griechischen Mythologie näherbrachten; im englischsprachigen Raum taten dies Autoren wie Charles Kingsley in Großbritannien mit The Heroes: Greek fairy tales for my children (1856) und Nathaniel Hawthornes in den USA mit A Wonder-Book for Girls and Boys and Tanglewood Tales (1851, 1853).

Die Industrialisierung, Verstädterung und das soziale Elend der dortigen Bevölkerung passte hingegen wenig zur glänzenden Fassade, die die alten Mythen zeichneten. Thomas Bailey Aldrich († 1906) kritisierte drumauch, dass es weit tragischere und nicht-fitive Schicksale als das von Andromeda gebe, etwa junge Mädchen, die sich zum Überleben prostituieren mussten.
"Die abgenutzte Münze und die abgenutzte klassische Phrase, Von griechischen Mythen, die meine Jugend betörten, Betören mich nicht mehr wie in alten Zeiten: Ich denke, dass mehr Trauer und Schönheit in der Wahrheit wohnt. Andromeda, in Fesseln am Meer, Sternenbleich vor Angst, bis der junge Perseus kam, Rührt mich weniger mit ihrem Leiden als sie, Die schlanke Mädchengestalt, gefesselt an dunkle Schande, Die nächtlich im Parke spukt, dort, wie ein Schatten, Die ihr Elend von Straße zu Straße schleppt. Seht, wo sie vorübergeht - weder Weib noch Magd; Wie alle Fiktion zu ihren Füßen zerbröckelt! Hier ist das Elend selbst, und nicht die Maske des Elends: Der Schatten einer Legende soll dich nicht so rühren!"
Zu erwähnende Andromeda-Werke aus der Zeit des 19. und frühen 20. Jahrhunderts sind Johann Friedrich Gleys Gesänge aus: Andromeda und Perseus (1800), Pierre Gardels Persée et Andromède (Ballett, 1810), John Keats Gedicht On the sonnet (1819), Paul Heyses Dichtzeilen Perseus und Andromeda (1854), August Strindbergs Perseus och Andromeda (1883) Charles Harford Lloyds Kantate Andromeda (1886), die Symphonie Andromède von Guillaume Lekeu (1891), von Richard Le Galiennes Perseus and Andromeda - The Story Retold (1902) Thomas Bailey Aldrichs Andromeda (vor 1906), sowie die Opern Persée et Andromède von Jacques Ibert (1921) und Andromède von Pierre Maurice (1923).

### Kampf gegen das Vergessen in der modernen Zeit (20. und 21. Jahrhundert)
Mit dem Ende des 19. Jahrhunderts, dem Ersten Weltkrieg und den 1920er Jahren, in denen die europäischen Gesellschaften sich neuen kulturellen Themen und Lebensentwürfen zuwandten, ließ das Interesse an der griechischen Mythologie in der Breite der Gesellschaft nach, und auch die künstlerische Rezeption nahm ab. Die Kenntnis über die griechische Mythologie und damit auch das Wissen über die Andromeda-Sage verfiel, woran auch die neue Kunstform des Films zunächst nichts änderte, später jedoch vermutlich jedoch die Grundlage dafür bildete, dass das Wissen über die Andromeda-Sage wenigstens in Grundzügen in der Öffentlichkeit präsent blieb. Auch im Bereich der Literatur, Musik, Theater und bildlichen Kunst erfolgten nach wie vor künstlerische Adaptionen. Informationsvideos über die griechische Mythologie, auch über Andromeda, erfreuen sich insbesondere auf der Videoplattform YouTube an Beliebtheit.
Zu den jüngeren Phänomene in der Andromeda-Rezeption gehört die kritische Auseinandersetzung mit dem Frauenbild, das im Perseus-Mythos gezeichnet wird (→ Unterwerfung unter das Patriarchat), sowie die Frage von Andromedas Hautfarbe und Identität, die angesichts der Debatten über Rassismus, „kulturelle Aneignung“ und „Whitewashing“ vor dem Hintergrund des neuen Selbstbewusstseins der People-of-Color-Community gestellt wird.

#### Neue Beeinflussung durch den Film
Zwar werden die 1920er- und 1930er-Jahre, sowie die 1950er- und 1960er-Jahre die Hochzeit des Sandalen- und Monumentalfilms, in der zahllose Stücke aus der Antike mit großem Erfolg verfilmt werden, doch handelt es sich – von Verfilmungen über den Trojanischen Krieg abgesehen – vor allem um Historienfilme über die römische Antike. Gerade im italienischen Sandalenfilm werden für den schnellen finanziellen Erfolg Filme realisiert, die sich bestimmter das Publikum ins Kino lockender Namen und Schlagworte bedienen, inhaltlich jedoch wenig bis gar nichts mit den antiken Erzählungen gemein haben. Das gilt auch für die einzige Produktion aus der Zeit des Sandalenfilms, in der Andromeda als Figur vorkommt, den Film Perseus – der Unbesiegbare (1963). Einen neuen Popularitäts- und Bekanntheitsschub beim damaligen Publikum sollte die Andromeda-Sage erst durch eine weitere Verfilmung erhalten.
Erst 1981, nach Ende der Ära der Sandalenfilme, erschien mit Kampf der Titanen eine Verfilmung, die zumindest in Grundzügen der antiken Sage folgt, diese durch neue Elemente und Versatzstücke jedoch zu einer völlig neuen Erzählung verwebt (→ Unterschiede Perseus-Mythos und Kampf der Titanen (1981)). So spielt die Geschichte nicht in Äthiopien, sondern in Joppe und Perseus trifft Andromeda schon lange vor seinem Kampf gegen Medusa. Er befreit sie aus den Klauen des Monsters Kallibos, woraufhin sie sich verloben. Bei der Verlobungszeremonie vergleicht Kassiopeia dann die Schönheit ihrer Tochter mit der Göttin Thetis (im antiken Mythos sind es die Nereiden), die auch die Mutter von Kallibos ist. Die erzürnte Göttin verlangt daraufhin in dreißig Tagen die Opferung Andromedas an das Seeungeheuer, das keine Seeschlange mehr, sondern ein hybrides Krakenwesen ist. Um Andromeda zu retten, geht Perseus auf eine Reise, um eine Möglichkeit zu finden, das Ketos zu besiegen, was schließlich zur Enthauptung der Medusa führt. Perseus kehrt auf Pegasus reitend rechtzeitig zurück und tötet das Seeungeheuer mit dem Kopf der Medusa. Der Film endet mit der Hochzeit von Perseus und Andromeda und ihrer späteren Versetzung an den Sternenhimmel durch Zeus. Trotz mäßiger Kritiken war Kampf der Titanen ein finanzieller Erfolg und machte den Perseus-Mythos wieder einem breiteren Publikum bekannt. Stephen R. Wilk mutmaßte im Jahr 2000 in einem Sachbuch über Medusa, dass die meisten Leute, die heute die Geschichte des Perseus-Mythos kennen, ihr Wissen dem Film Kampf der Titanen verdanken. Die Darstellung des Ketos als Kraken hatte wohl Anteil daran, dass viele zeitgenössische Darstellungen der Opferung Andromedas einen Kraken bzw. die Arme eines Tintenfisches zeigen.
Im Jahr 2010 folgte ein Remake des Films, das zwar bei Kritikern durchfiel, doch beim Publikum beliebt und wie der 2012 veröffentlichte Nachfolger ein finanzieller Erfolg war. Es ist davon auszugehen, dass die beiden Kampf-der-Titanen-Verfilmungen wesentlichen dazu beitragen, dass die Geschichte von Andromeda und Perseus vielen Menschen ein Begriff bleibt, auch wenn sie inhaltlich mit dem antiken Mythos recht frei umgehen. Die Neuverfilmung des Filmklassikers Kampf der Titanen (2010) folgt im Erzählverlauf weitgehend der Vorlage von 1981 – auch hier spielt die Geschichte nicht in Äthiopien, sondern Argos – weicht in vielen Details aber ab. So bezeichnet Kassiopeia Andromedas Antlitz als 'göttlich' und vergleicht sie mit Aphrodite - der eigentliche Zorn der Götter entfesselt sich jedoch an ihrem Nachsatz, dass die Menschen jetzt die Götter seien. Als Antagonist tritt weder Poseidon, noch Thetis in Erscheinung, sondern Hades, der die Entfesselung des Kraken in zehn Tagen und die Zerstörung von Argos ankündigt, wenn Andromeda nicht geopfert wird. Verglichen mit der Vorlage wird Andromedas Bedeutung von einer Hauptfigur auf eine Nebenrolle reduziert. Die Rettung Andromedas aus Kallibos Händen fehlt und es gibt im Film keine intensive Interaktion mit Perseus. Im ursprünglichen Ende des Films küssen sich Perseus und Andromeda nach ihrer Rettung, doch wurde dieses Ende zugunsten einer alternativen Version verworfen. Hier geht Perseus am Ende nicht mit Andromeda, sondern mit Io eine Beziehung ein (in der griechischen Mythologie ist diese seine Vorfahrin in neunter Generation). Während der Film bei Kritikern durchfiel, kam er beim Publikum doch gut an und spielte weltweit bei einem Budget von 125 Millionen Dollar rund 500 Millionen Dollar ein.
2012 erschien die Fortsetzung Zorn der Titanen, die weltweit rund 300 Millionen Dollar an Einnahmen verzeichnete. Hier hat die Rolle Andromedas keinen Bezug mehr zur griechischen Mythologie. Sie ist die Königin von Argos und kämpft anseite von Perseus gegen die Bedrohung durch Ares und Kronos. Am Ende des Films deutet sich durch eine Kuss-Szene eine künftige Beziehung der beiden an.

#### Weitere kulturelle Adaption
Literatur: Zu erwähnenswerten literarischen Veröffentlichungen des 21. Jahrhunderts zählt Jodi Picault Roman Beim Leben meiner Schwester (2004), in dem die Autorin das Opferungsmotiv der Andromeda anhand ihrer gleichnamigen Hauptdarstellerin thematisiert (→ Das Motiv 'Opferung').
In ihrem 2011 erschienenen Gedichtband Andrómeda encadenada („angekettete Andromeda“) schreibt die spanische Poetin Fátima Frutos über das Schicksal Andromedas.
Theater und Musik:
1990 schrieb Salvatore Sciarrino die italienischsprachige Oper Perseo e Andromeda, die am 27. Januar 1991 am Staatstheater Stuttgart uraufgeführt wurde. 1996 wurde eine von Russel Shone inszenierte Rekonstruktion der Andromeda-Tragödie des Euripides in London aufgeführt. Im italienischen Mondavio wurde 2019 das Stück Perseo e Andromeda: le costellazione dell'amore eroico aufgeführt. Im Jahr 2021 wurde der Inhalt von Fátima Frutos Andrómeda encadenada von Agusti Charles in eine gleichnamige Oper überführt, die u. a. im Rahmen der Frankfurter Buchmesse 2022 am Staatstheater Darmstadt aufgeführt wurde. Im gleichen Jahr wurde Anton Zimmermanns Andromeda-Melodram aus dem Jahr 1780 in einer mit Poetry-Slam modernisierten Fassung neu inszeniert.
Bildliche Kunst: Beispiele für zeitgenössische Bildmotive über Andromeda, auch durch Digital Art, stammen etwa von Boris Vallejo, Marilyn Belford, Mike Sass.

## Deutung und Kritik

### Das Motiv 'Opferung'

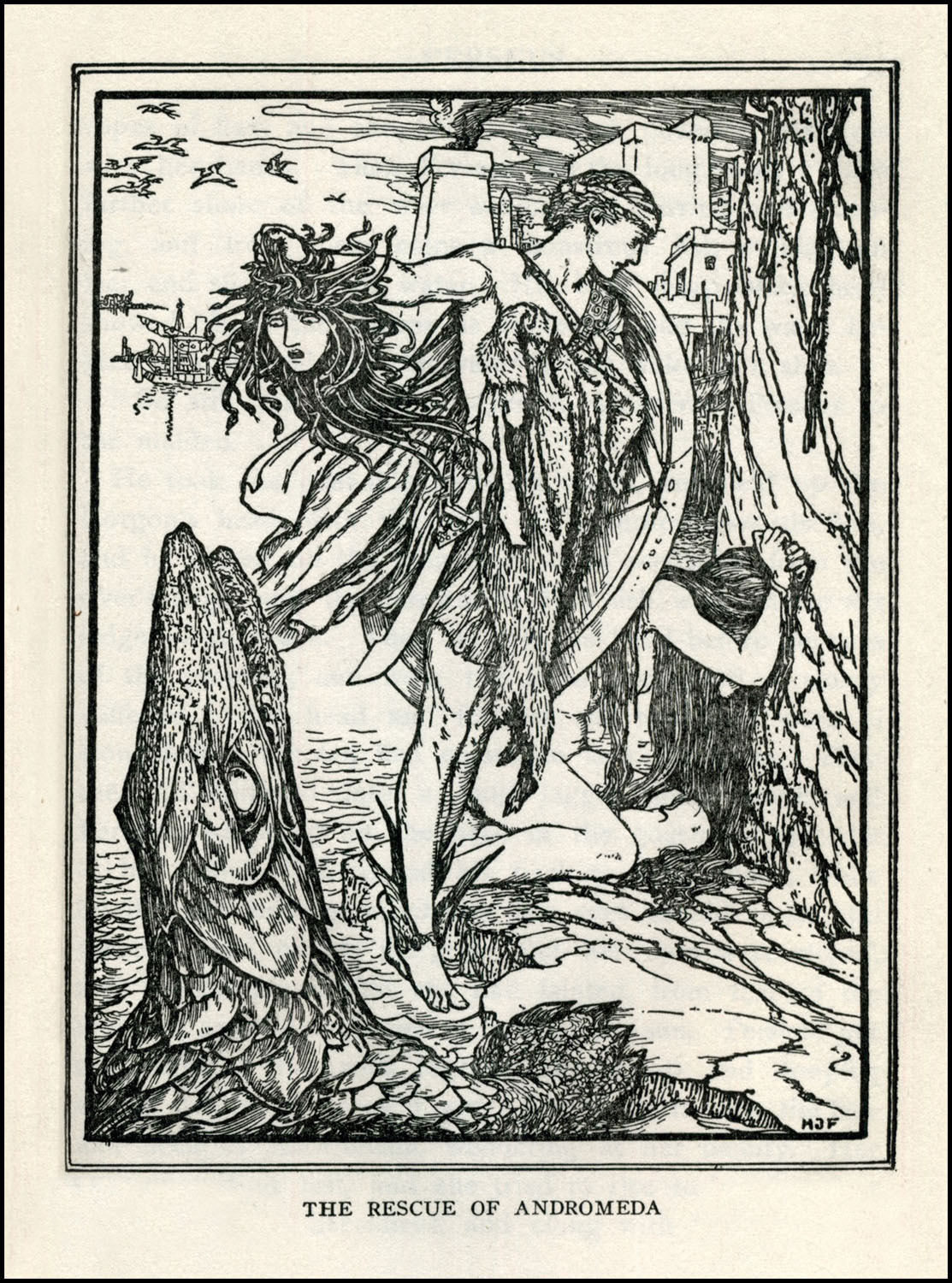
Zusammengekauerte Andromeda, Henry Justice Ford (1860-1941)

Die Opferung ist das bei weitem dominierende, zentrale Motiv in der bildlichen Andromeda-Kunst und auf zahllosen Gemälden und Bildnissen festgehalten worden.
Hochzeit mit dem Tode
Schon in der Antike finden sich, etwa bei Manilius und Achilleus Tatios, Metaphern, die Andromeda als Braut bezeichnen, die mit dem Ketos und damit dem Tode vermählt wird, um die Götter zu besänftigen. Im zeitgenössischen Kontext lassen sich Parallelen zu den King Kong-Filmen finden, in denen die Bewohner der fiktiven Skull Island Menschenopfer in Form von jungen Frauen darbringen, um ihren Gott Kong gewogen zu stimmen – die zwischen Pfählen angebundene Frau (Ann Dawrow bzw. Dawn) erinnert an bildliche Darstellungen der Andromeda und auch hier wird die zu opfernde Frau als Braut für Kong bezeichnet.
Unfreiwilliges Opfer
Während die antike Literatur die Frage unbeantwortet lässt, ob Andromeda prinzipiell bereit ist den Opfertod auf sich zu nehmen oder sich gegen ihre Opferung zur Wehr setzt, deutet zumindest das erste Werk, die Fragmente der Tragödie des Euripides, stark darauf hin, dass die klagende Andromeda sich nicht freiwillig ihrem Schicksal hingegeben hat.
„Miteidlos ist dein Vater, der dich, die leidensreichste unter den Menschen, dem Hades preisgab, um für das Land zu sterben.“ [...] „Beklagt mich, Fraun, die Traurige. Die Trauriges erduldete – O ich armes, armes Kind! – Und von Verwandten Gesetzloses litt.“
Märtyrerin und Erlöserin

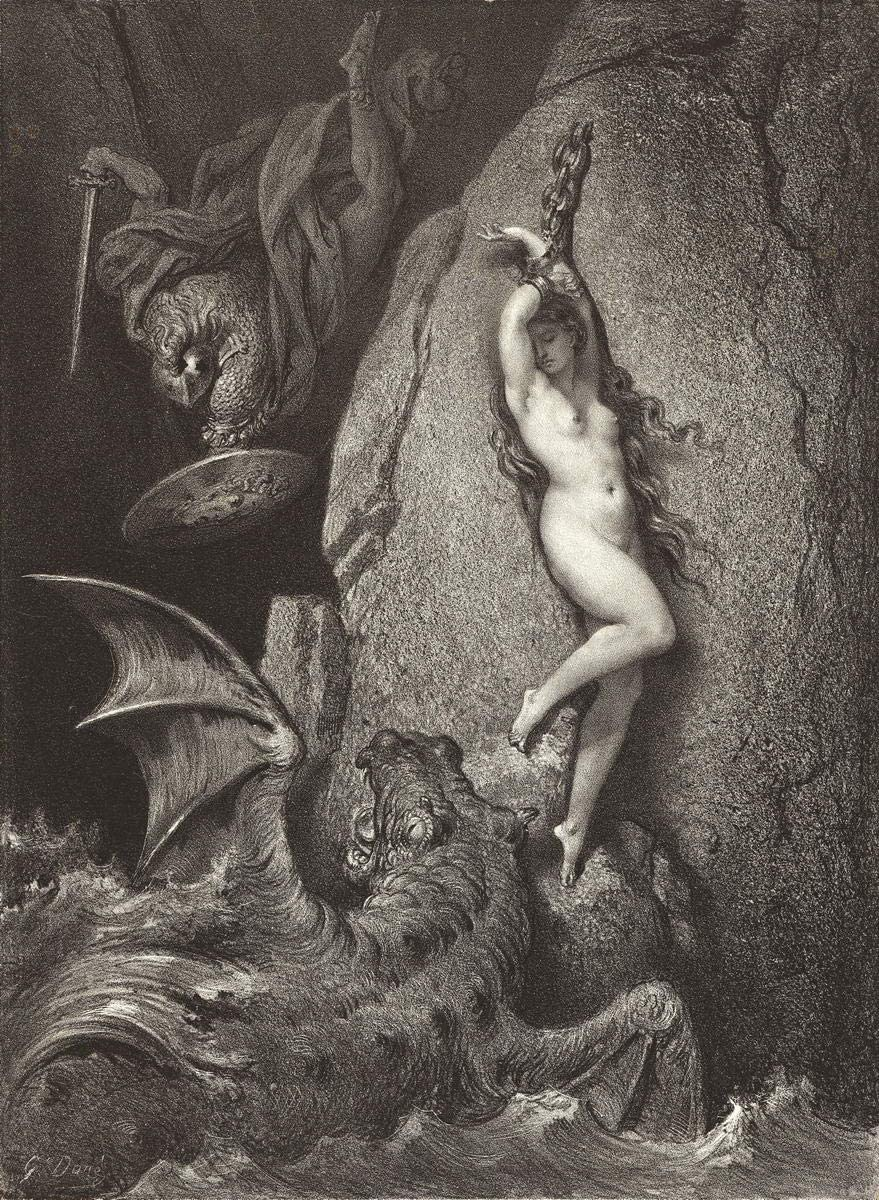
Ruhige Andromeda wartet auf die Opferung, Gustave Doré

Spätere Darstellungen zeigen Andromeda gemeinhin jedoch in der Rolle der Selbstlosigkeit, so etwa bei Ridolfo Campeggi (1610) und Caspar von Brülow (1612), und im zeitgenössischen Kontext in den beiden Kampf-der-Titanen-Verfilmungen von 1981 und 2010. Dabei variiert ihre Darstellung stets. In Campeggis Libretto träumt Andromeda zuvor, dass sie aus großer, ihr noch unbekannter Gefahr gerettet wird und willigt nach anfänglichem Widerstand in das Selbstopfer ein; sie bittet Zeus, ihr die Angst vor dem Bevorstehendem zu nehmen, während ihr der Gedanke an den unsterblichen Ruhm kommt. In Brülow's Drama wird Andromeda mehr noch zur selbstlosen, bescheidenen Heiligen und Märtyrerin, die ihr Leben für das Gemeinwohl opfert und so zur Erlöserin des Volkes wird. Bebildert wird diese Haltung Andromedas etwa durch eine Illustration von Gustave Doré, in der Andromeda mit ruhigem, fatalistischem Gesichtsausdruck und geschlossenen Augen dem Ketos gegenübersteht, das im letzten Moment durch den herbeifliegenden Perseus abgelenkt wird.
Tatsächlich erinnert Andromedas Rolle nicht nur an den Tod Christi, sondern drängt sich angesichts der etwa zeitgleichen Beschreibung des Manilius sogar zwingend auf. „Nur Sühne wurde benannt, und so gab man dem tobenden Meere preis die Andromeda [] sobald man zur Küste des feindlichen Meeres gelangt war, spannt man die zarten Arme aus an den zackigen Felsen; an das Geklippe band man die Füße und legte den Strick an, und an jungfräulichem Kreuze hing das ersterbende Mädchen.“

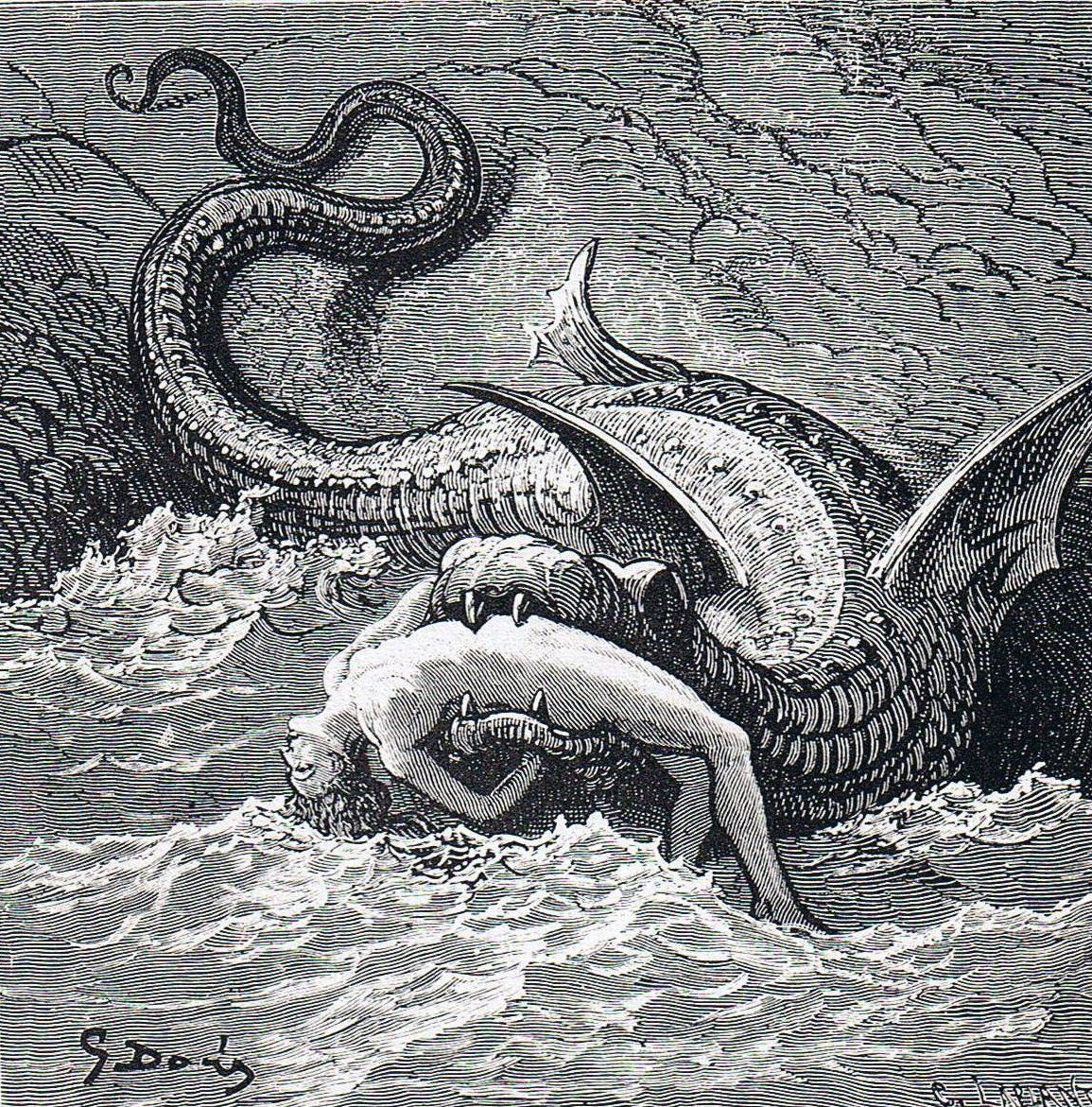
Dem Ungeheuer geopferte Andromeda/Angelica, von Gustave Doré, 1879.

Christo gleich, der für die Sünden der Menschheit den Tod am Kreuz auf sich nahm, muss Andromeda für die Sünde ihrer Mutter sterben, um ihr Volk zu retten, und wie Jesus fleht auch Andromeda darum, dass ihr das Schicksal erspart bleibt. Tatsächlich besteht für sie zumindest noch Hoffnung diesem Schicksal zu entgehen, indem das Ketos getötet wird, was letztlich geschieht. Gustave Doré hat in seinen Illustrationen zu Andromedas späterer Zwillingsleidensgenossin Angelica aus dem Orlando furioso die Frage bewegt, wie eine Darstellung einer erfolgreichen Opferung aussehen könnte. Wie Adrienne Munich mit Blick auf die erotischen Andromeda-Darstellungen in der viktorianischen Ära konstatiert, entgehe selbst hier das geopferte Mädchen nicht der Sexualisierung, vielmehr werfe Dorés Darstellung, wenn man sie Christus gegenüberstelle, „eine Aura ungebührlicher Sexualität auf Bilder des Erlösers.“
Weitere Facetten und Adaptionen
In literarischen Adaptionen entfaltet die Opferung noch ganz andere Facetten, darunter sogar übernatürliche. In Heliodors (3. Jahrhundert n. Chr.) Roman Aithiopiká hat die Opferung Andromedas, bzw. deren visuelle Darstellung, sogar Auswirkungen auf das neugeborenes Kind der äthiopischen Königin Persinna: weil die Mutter im Schlafzimmer beim Beischlaf mit ihrem Mann ein Bild der entblößten, hellhäutigen Andromeda betrachtet hat, die von Perseus den Felsen hinabgeführt wird, wird ihre Tochter Charikleia nicht mit dunkler, sondern heller Hautfarbe geboren. Aus Angst des Ehebruchs bezichtigt und hingerichtet zu werden, setzt die Mutter ihre Tochter daraufhin aus.
In Johann Adam Brauns Duodrama Andromeda und Perseus von 1780 ist Andromeda nicht das unschuldige Opfer, sondern die ihre Strafe zu empfangende Täterin, da sie selbst und nicht ihre Mutter, gegen die Götter gefrevelt hat - selbst in ihrer Todesangst kann sie es nicht lassen die Götter weiter zu schmähen und fährt damit noch hemmungsloser fort, als sie von Perseus gerettet wird.
In Jodi Picoult im Jahr 2004 erschienenem Roman Beim Leben meiner Schwester wird das Opferungs-Motiv gar ins Zentrum der Romanhandlung gestellt. Hier erkrankt Kate, die Tochter der Familie Fitzgerald an Leukämie. Die verzweifelten Eltern suchen Rat bei einem Arzt, der ihnen anbietet ein genetisch kompatibles Retortenkind zu produzieren. Daraufhin wird die junge Andromeda, genannt Anna, geboren und fungiert fortan – trotz des schlechten Gewissens der Eltern – unter schmerzhaften medizinischen Eingriffen als Ersatzteillager für ihre Schwester Kate. Schließlich weigert sich die dreizehnjährige Anna weiter für ihre Schwester zu spenden. Es kommt zu einem Gerichtsprozess gegen die Eltern, in dem sowohl ethische Fragen, als auch die komplexe Beziehung der beiden Schwestern beleuchtet wird. Anna gewinnt den Prozess, kommt aber auf dem Nachhauseweg bei einem Autounfall ums Leben, woraufhin ihre Organe Kate gespendet werden. Picoult zeichnet eine moderne Version der Sage, in der die junge Anna-Andromeda als wehrloses Kind sich dem Willen ihrer Eltern beugen muss, um ihre Schwester zu retten, so wie die mythologische Andromeda für die Rettung ihres Volkes für die Sünden ihrer Mutter büßen muss. Beide Frauen werden als Opfer dargebracht, anders als die mythologische Andromeda entgeht Anna jedoch nicht dem Tod.

### Unterwerfung unter das Patriarchat
Hier wird auf der erzählerischen Ebene Andromedas Erotisierung ergänzt durch klare Muster patriarchaler Herrschaft. Obwohl Andromeda königlicher Abstammung und damit in einer tendenziell machtvollen Position ist, befindet sie sich de facto nicht nur in einer ausweglosen Situation der Hilflosigkeit – sondern sie bleibt auch während der ganzen Erzählung passiv. Es erfolgt keine persönliche Charakterzeichnung ihrer Figur, sondern lediglich ihre Beschreibung mit Attributen wie ‚wehendes Haar‘, ‚Nacktheit‘, Jungfräulichkeit‘, ‚Schönheit‘ und ‚angekettet / gefesselt‘. Andromeda hat in der Erzählung keine Geschichte, sondern nur eine Funktion.
Andromedas Leiden und Fesselung – ihre Macht- und Hilflosigkeit symbolisierend – steht im Gegensatz zur Darstellung des starken und selbstbewussten Perseus, der Andromeda nicht etwa aus Nächstenliebe rettet, sondern weil er sie als seinen Lohn erwartet. In Euripides’ Erzählung fragt Perseus, was er als Dank für die (noch nicht erfolgte) Rettung Andromedas bekomme, woraufhin sie erwidert: „Nimm mich mit, Fremder, als Dienerin, wenn du willst, oder Gattin oder Sklavin.“ Andromeda bleibt im Angesicht des Todes schlicht keine andere Wahl, als sich als (Ehe-)Sklavin in den Besitz des Perseus zu begeben. In den Erzählungen von Apollodor, Manilius und Ovid ist sie darin nicht einmal selbst beteiligt, da Perseus Andromedas Eltern nötigt, diese Entscheidung zu treffen. Manilius beschreibt unverhohlen die sexuellen Absichten des Perseus, der aus Andromedas Elend Gewinn schöpfen will: „und ihm erscheinen die Ketten beglückt, die die Glieder umschließen; und nachdem er von ihr den Grund ihrer Marter erfahren, hat er die Absicht, dass Brautbett im Kampf mit dem Meer zu besteigen. […] Rasch jagt er hin durch die Lüfte und tröstet die weinenden Eltern, mit dem Versprechen zu retten und kehrt, sie als Frau mit sich bedingend, an das Gestade zurück.“
Perseus’ Tötung des Ketos ist keine Tat aus moralischen Motiven und auch kein Akt der Nächstenliebe, sondern eine zu überwindende Hürde, um Andromeda als erotisches Objekt für seine sexuelle Begierde in Besitz zu nehmen. Andromeda muss sich dem letztlich fügen. Catharine MacKinnon beschreibt dies als „Erotisierung von Dominanz und Unterwerfung“: Der Mann erhält die Macht und die Frau ist unterwürfig. Der Rettungsmythos dient lediglich als eine „Fassade der Nächstenliebe“ für die eigentlichen Themen Aggression und Besitz.
Letztlich werden mit dem Ablauf der Andromeda-Sage damalige gesellschaftliche Geschlechtervorstellungen über die Herrschaft des Mannes über die Frau bedient. Untermauert wird dies noch durch den Kontrast zwischen Andromeda und der von Perseus geköpften Medusa. Während er die schöne, hilflose Andromeda befreit und ‚zähmt‘, enthauptet Perseus die hässliche, aber starke Medusa, deren Blick Männer tötet. Letztlich werden beide zu unschuldigen Opfern des Perseus. Auf der metaphorischen Ebene wird Frauen so ihr Platz im Patriarchat zugewiesen.
Auch in zeitgenössischen Andromeda-Darstellungen finden sich derartige Muster wieder, in denen Frauen ihren Platz im Patriarchat einnehmen. Im Film Kampf der Titanen (1981) lehnt Perseus es ab, Andromeda auf eine „zu gefährliche Reise für eine Prinzessin“ mitzunehmen, woraufhin sie (gespielt von Judi Bowker) trotzig antwortet: „Du bist nicht mein Gebieter und Ehemann – noch nicht.“

## Andromedas Hautfarbe im Wandel der Zeiten

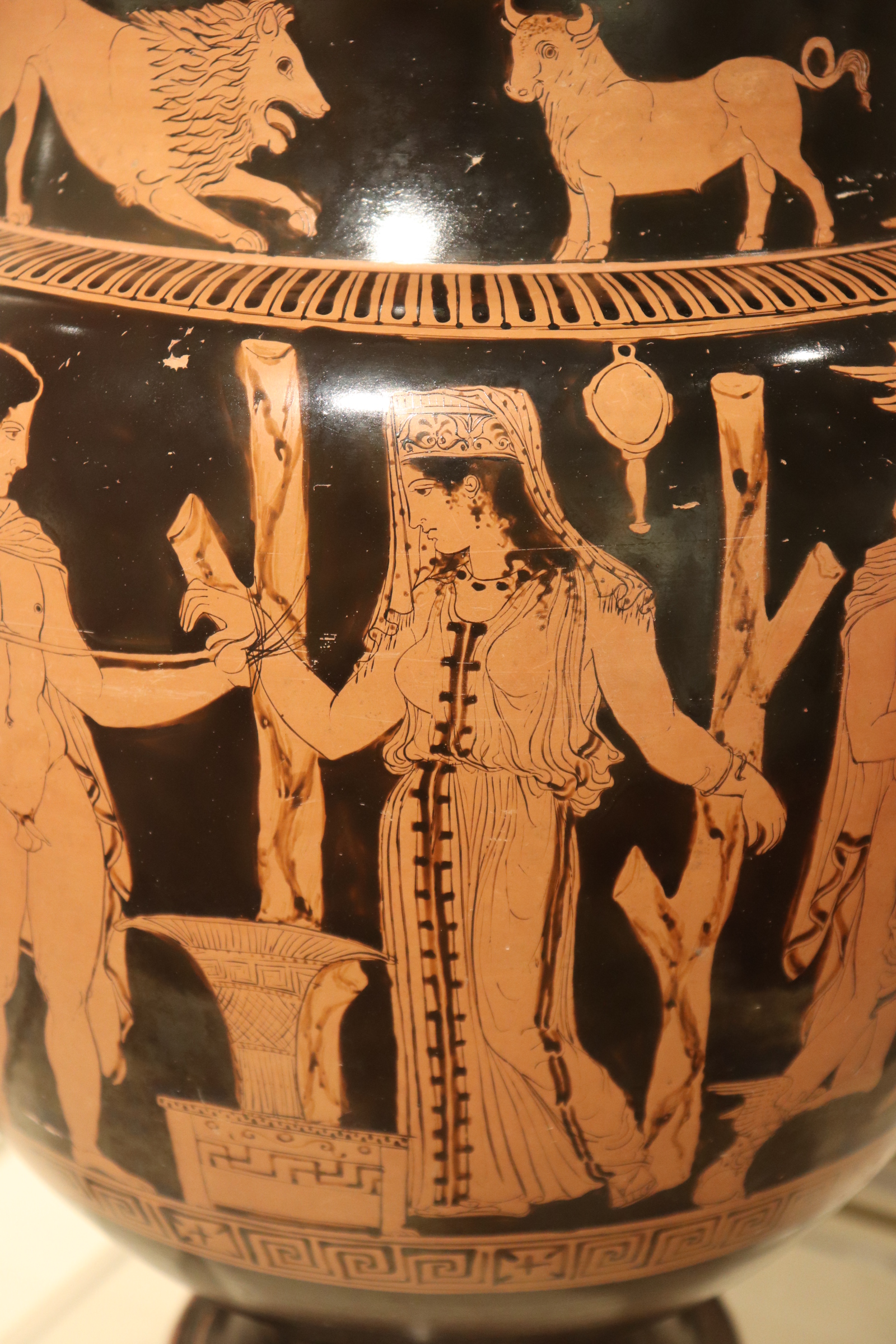
Apulische Vase (430–420 v. Chr.) mit gefesselter, hellhäutiger Andromeda.

Ein wiederkehrendes Thema in der Auseinandersetzung mit dem Perseus-Mythos ist die Frage, welche Hautfarbe Andromeda zugeschrieben wird. In der Sage wird sie ursprünglich in dem den Griechen unbekannten Land  Aithiopia (altgriechisch: „Land der rußfarbenen/verbrannten Gesichter“) verortet, das nach Herodot südlich Ägyptens lag. Trotz dieser afrikanischen Herkunft wurde Andromeda bereits in der Antike nur zweimal als schwarze Frau beschrieben. Ovid ist der Einzige, der in der Antike von einer dunkelhäutigen (afrikanischen) Andromeda in seinen Werken Ars amatoria und Heroides spricht. In Ovids Metamorphosen hält Perseus Andromeda für eine Marmorstatue, wobei er ihren Körper eher auf weißem denn auf schwarzem Marmor erkannt haben dürfte. Der ebenfalls im 1. Jahrhundert n. Chr. lebende Philodemos spricht nicht von einer afrikanischen, sondern einer „indischen“, dunkelhäutigen Andromeda.
Andere antike Stimmen wie Ovids unmittelbarer Zeitgenosse Manilius (frühes 1. Jahrhundert n. Chr.), der Andromeda als „weißkehlig“ (nivea cervice) bezeichnet, und der Sophist Philostratos (2./3. Jahrhundert n. Chr.), der bemerkt, Andromeda sei reizvoll, weil sie hellhäutig sei, obwohl sie aus Äthiopien komme, sind dagegen rar. Die allermeisten antiken literarischen Quellen schweigen schlicht in der Frage der Hautfarbe. Dies gilt allerdings nicht für die bildliche Kunst, die durch die Jahrhunderte ein sehr eindeutiges Bild zeichnet, beginnend von der ersten Andromeda-Darstellung im 6. Jahrhundert v. Chr. bis zum Ende der römischen Epoche und der Antike: keine einzige bekannte bildliche Darstellung – weder aus der griechischen noch aus der römischen Zeit – zeigt Andromeda mit dunkler Hautfarbe. Sämtliche Darstellungen zeigen eine mediterran aussehende Frau mit dunklen Haaren und heller Haut. Eine der frühesten Darstellungen – die apulische Vase aus dem Jahr 430–420 v. Chr. – zeigt darüber hinaus auch Andromedas Vater Kepheus, der zwar eindeutig nicht–griechische Kleider trägt, aber ebenfalls mit heller Hautfarbe dargestellt wird.

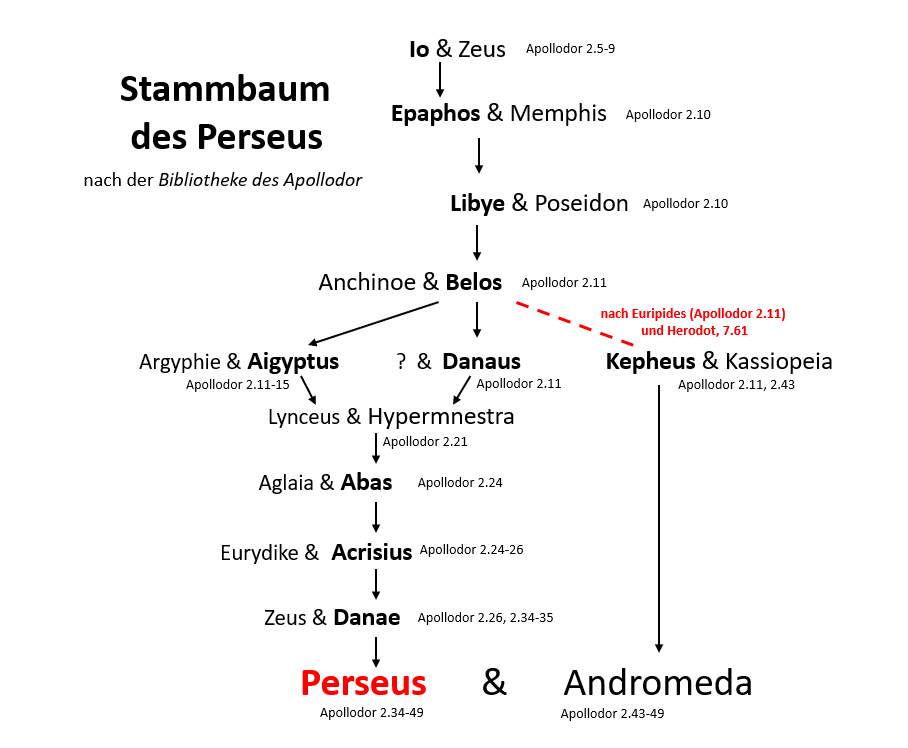
Stammbaum von Perseus und Andromeda gemäß der Bibliotheke des Apollodor

Um zu erklären, warum die zeitgenössischen antiken Künstler Andromeda trotz ihrer afrikanischen Herkunft als weiße Frau darstellten, muss zusätzlich die Genealogie Andromedas innerhalb der griechischen Mythologie hinzugezogen werden. Tatsächlich teilen sich – nach Herodot und Euripides – Perseus und Andromeda gemeinsame Vorfahren, wenngleich dies zu einer der bekannten Zeitachsenkollisionen der griechischen Mythologie führt. Sowohl Perseus als auch Andromeda sind Nachkommen der Io, deren von Zeus und Hera bestimmtes Schicksal sie in der Gestalt einer Kuh von Griechenland bis nach Ägypten führt, wo sie zurückverwandelt wird und ihren von Zeus gezeugten Sohn Epaphos zur Welt bringt. Während Io nach Auffassung der Griechen von den Ägyptern künftig als Göttin Isis verehrt wird, herrscht ihr Sohn über Ägypten, über dessen Enkel Belos die Stammbäume von Perseus und Andromeda zueinander finden. Nach Herodot und Euripides war Kepheus ein Bruder des Belos, dem fortan die Herrschaft über Äthiopien zukam, während seine anderen beiden Brüder Aigyptos und Danaos die Herrschaft über Ägypten bzw. Libyen ausübten, bis Danaos nach Griechenland floh und Argos regierte. Aus der Ehe von Danaos’ Tochter Hypermestra und Aigyptos’ Sohn Lynkeus stammt dann das Geschlecht des Perseus. Betrachtet man somit die von Herodot und Euripides angegebene genealogische Abstammung von Perseus und Andromeda bis zu Io, wird deutlich, dass die alten Griechen der Auffassung waren, dass in den fernen Landen Ägyptens und Äthiopiens ein letztlich griechisches (europäisches) Geschlecht herrschte, auch wenn die dort lebende Bevölkerung ein anderes Aussehen hatte.
Auch die spätere, rivalisierende Schauplatzerzählung vom palästinensischen Joppe veränderte diese Grundtendenz nicht – denn ganz offensichtlich sah man schon in und vor der Zeit der griechischen Klassik Andromeda als eine hellhäutige Frau an.

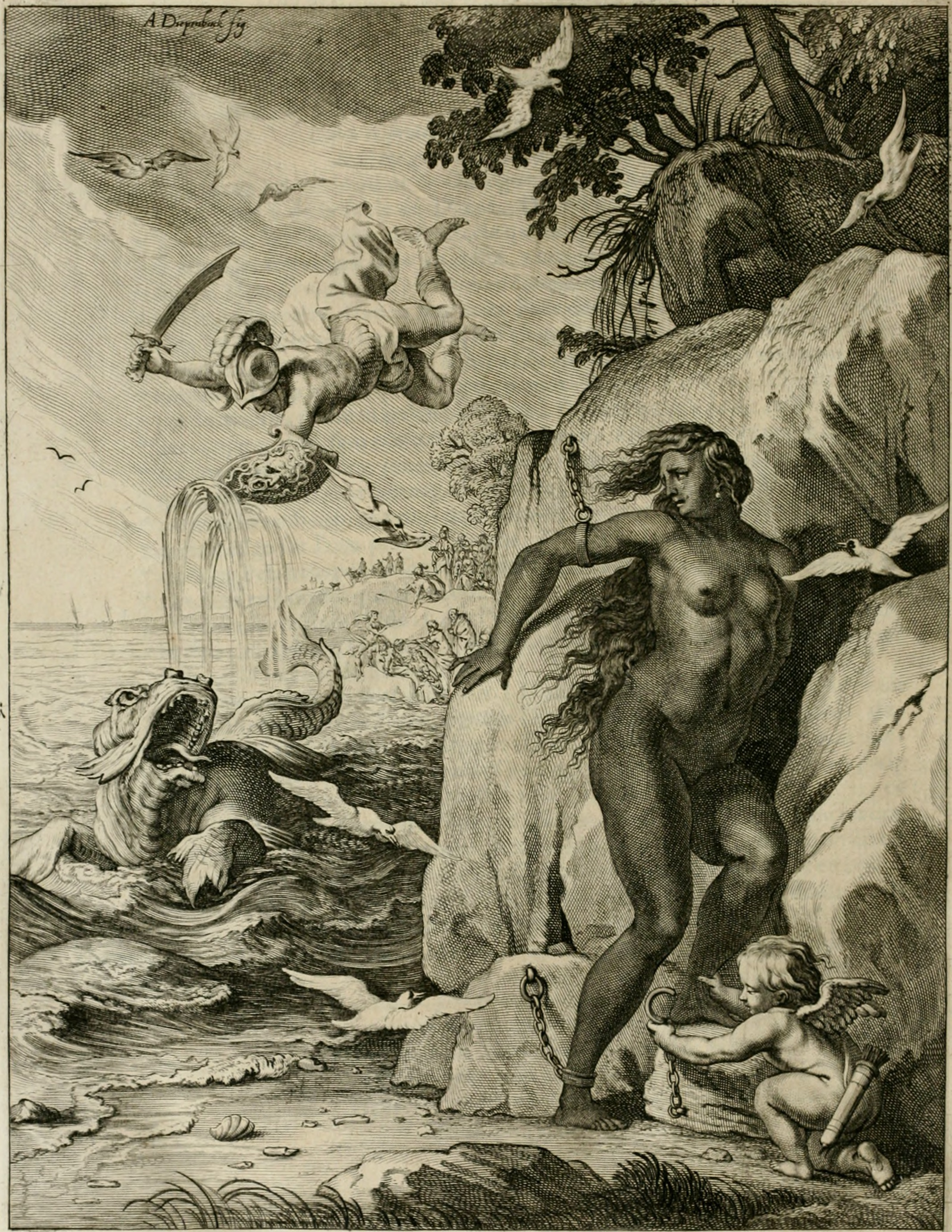
Dunkelhäutige Andromeda, von Abraham van Diepenbeeck, 1655

Die Debatte um Andromedas Hautfarbe bewegte auch die europäische Kunst seit der Renaissance, als das antike Erbe wiederentdeckt wurde. Die wichtigste Quelle aller Andromeda-Darstellungen waren die Metamorphosen des römischen Dichters Ovid, schlicht deshalb, weil sie die mit Abstand umfangreichste erhaltene Erzählung über den Andromeda-Mythos beinhalten. Der Widerspruch zwischen der verbreiteten weißen Darstellung Andromedas und Ovids Schilderungen blieb auch Künstlern nicht verborgen, sodass sich in der Neuzeit neben der Darstellung Andromedas als weißer, meist blondhaariger und eindeutig europäischer Frau auch andere Darstellungen finden, etwa von Abraham van Diepenbeeck (1655), die Andromeda als dunkelhäutige Frau zeigen, wenngleich das Bild der weißen Andromeda dominiert.
Am Beginn des 21. Jahrhunderts hat die Frage nach Andromedas Hautfarbe erneut Aufmerksamkeit erregt: Vor dem Hintergrund aktueller Debatten um Rassismus, „kulturelle Aneignung“ und „Whitewashing“ hat dies Kritik insbesondere der People-of-Color-Community hervorgerufen, was zu einer zunehmenden, auch aktivistischen Hinterfragung der Andromeda-Darstellung führt. Im Kern lautet der Vorwurf, dass Andromeda als eine schwarze, afrikanische Figur von der weißen Gesellschaft „gewhitewasht“ wurde. Ausgehend davon hat, trotz der gegenwärtigen Dominanz des Bildes der weißen Andromeda, die Darstellung von Andromeda als dunkelhäutige afrikanische Frau zunehmend auch Eingang in zeitgenössische Werke gefunden.

## Künstlerische Adaption (Auswahl, nach Erscheinungsjahr)

### Film und Fernsehen
Darstellungen der Andromeda wurden in Filmen und TV-Serien u. a. von den folgenden Schauspielerinnen verkörpert.
- Anna Ranalli, in: Perseus – der Unbesiegbare, Spielfilm, Italien, Spanien, 90 Min, 1963. Regie: Alberto De Martino
- Judi Bowker, in: Kampf der Titanen, Spielfilm, USA, England, 118 Min., 1981. Regie: Desmond Davis
- Alexa Davalos, in: Kampf der Titanen, Spielfilm, USA, 102 Min., 2010. Regie: Louis Leterrier
- Rosamund Pike, in: Zorn der Titanen, Spielfilm, USA, Spanien, 99 Min., 2012. Regie: Jonathan Liebesman

### Belletristik
- George Chapman: Andromeda liberata - Or the Nuptials of Perseus and Andromeda, 1614.
- Johann Georg Ansorg: Der heldenmüthige Perseus und die getreue Andromeda, 1727.
- Gustav Schwab: Sagen des klassischen Altertums - Vollständige Ausgabe, Anaconda, Köln 2011 (Ersterscheinung 1838), S. 64–72.
- Heinrich W. Stoll: Sagen des klassischen Altertums - Illustrierte Gesamtausgabe, Mundus Verlag, Stuttgart (Ersterscheinung 1862), S. 40–45.
- Richard Le Gallienne: Perseus and Andromeda - The Story Retold, Russell, New York 1902.
- Paul D. Storrie: Perseus - The hunt for Medusa's head, Graphic Universe, Minneapolis/New York 2008, ISBN 978-0-7613-3995-3. (Comic)
- Luc Ferry: Perseus und Medusa, Splitter, Bielefeld 2020, ISBN 978-3-96219-421-5. (Comic)
- Stephen Fry: Helden - die klassischen Sagen der Antike neu erzählt, atb, Berlin, 2022.
- Menelaos Stefanides: Perseus - Theseus, Sigma, Athen 2022, S. 11-57. ISBN 978-960-425-095-0.
- Claire Heywood: The Shadow of Perseus: A compelling, unputdownable retelling of the myth of Perseus, Hodder & Stoughton, London 2023, ISBN 978-1-5293-3370-1.

### Bildliche Kunst
- Giorgio Vasari: Perseus und Andromeda, 1570
- Paolo Veronese: Perseus rettet Andromeda, 1576–1578, Musée des Beaux-Arts, Rennes
- Giuseppe Cesari: Perseus befreit Andromeda, 1596
- Rembrandt van Rijn: Andromeda an den Felsen gekettet (Barock), Auftragsarbeit des Arztes Nicolaes Tulp im Januar 1632
- Peter Paul Rubens: Perseus und Andromeda, 1620/21; Andromeda, 1638
- Gustave Doré: Andromeda an den Felsen gekettet, 1869
- Tamara de Lempicka: Andromeda, 1927/28

#### Gemälde
- Piero di Cosimo (Piero di Lorenzo): Perseus befreit Andromeda, Öl auf Holz, 1513
- Henry Justice Ford: Rescue of Andromeda, (1860-1941)

#### Skulpturen und Reliefs
- Domenico Guidi: Andromeda und das Seeungeheuer (Marmorskulptur), 17. Jahrhundert
- Pierre Puget: Andromeda und Perseus, 1684.
- Georg Raphael Donner: Andromedabrunnen, Wien, 1741
- Joseph Chinard: Andromeda und Perseus, 1791.
- Julius Troschel: Perseus und Andromeda, 1845.
- Gustav Kaupert: Perseus und Andromeda, Palmengarten, Frankfurt, um 1890.
- Johannes Pfuhl: Andromeda und Perseus, Wilson-Park, Poznan, Polen, 1891.
- Henry C. Fehr: Rescue of Andromeda, 1893
- Daniel Chester French: Andromeda, 1931.

## Namensgeberin
Die nachfolgenden realen bzw. fiktiven Personen tragen den Namen Andromeda.
- Andromeda Tonks, fiktive Figur aus den Harry-Potter-Romanen von Joanne K. Rowling, Mutter von Nymphodora Tonks
- Andromeda "Anna" Fitzgerald, fiktive Hauptfigur des Romans Beim Leben meiner Schwester (2004) von Jodi Picault.